# Wielka Brytania na Letnich Igrzyskach Olimpijskich 2020
Wielką Brytanię na Letnich Igrzyskach Olimpijskich 2020 reprezentowało 375 zawodników: 178 mężczyzn i 197 kobiet. Był to 29. start reprezentacji Wielkiej Brytanii na letnich igrzyskach olimpijskich.

## Zdobyte medale[3]
| Medal  | Zawodnik | Dyscyplina           | Konkurencja                            | Rezultat                                                                                              | Data       |
| ------ | --- | -------------------- | -------------------------------------- | --- | ---------- |
| Złoto  | Thomas Pidcock | Kolarstwo górskie    | Cross-country mężczyzn                 | 1:25:14                                                                                               | 26 lipca   |
| Złoto  | Adam Peaty | Pływanie             | 100 m stylem klasycznym mężczyzn       | 57,37                                                                                                 | 26 lipca   |
| Złoto  | Tom Daley, Matty Lee | Skoki do wody        | wieża synchronicznie mężczyzn          | 471,81 pkt                                                                                            | 26 lipca   |
| Złoto  | Thomas Dean | Pływanie             | 200 m stylem dowolnym mężczyzn         | 1:44,22                                                                                               | 27 lipca   |
| Złoto  | Thomas Dean, James Guy, Matthew Richards, Duncan Scott, Calum Jarvis | Pływanie             | 4 × 200 m stylem dowolnym mężczyzn     | 6:58,58                                                                                               | 28 lipca   |
| Złoto  | Bethany Shriever | Kolarstwo BMX        | wyścig kobiet                          | 44,358                                                                                                | 30 lipca   |
| Złoto  | Kathleen Dawson, Adam Peaty, James Guy, Anna Hopkin, Freya Anderson | Pływanie             | 4 × 100 m stylem zmiennym mieszana     | 3:37,58                                                                                               | 31 lipca   |
| Złoto  | Jessica Learmonth, Jonathan Brownlee, Georgia Taylor-Brown, Alex Yee | Triathlon            | sztafeta mieszana                      | 1:23:41                                                                                               | 31 lipca   |
| Złoto  | Max Whitlock | Gimnastyka sportowa  | ćwiczenia na koniu z łękami mężczyzn   | 15,583 pkt                                                                                            | 1 sierpnia |
| Złoto  | Charlotte Worthington | Kolarstwo BMX        | BMX freestyle kobiet                   | 97,50 pkt                                                                                             | 1 sierpnia |
| Złoto  | Tom McEwen, Laura Collett, Oliver Townend | Jeździectwo          | WKKW drużynowo                         | 86,30 pkt                                                                                             | 2 sierpnia |
| Złoto  | Dylan Fletcher, Stuart Bithell | Żeglarstwo           | klasa 49er mężczyzn                    | | 3 sierpnia |
| Złoto  | Giles Scott | Żeglarstwo           | klasa Finn                             | | 3 sierpnia |
| Złoto  | Hannah Mills, Eilidh McIntyre | Żeglarstwo           | klasa 470 kobiet                       | | 4 sierpnia |
| Złoto  | Ben Maher | Jeździectwo          | skoki przez przeszkody indywidualnie   | | 4 sierpnia |
| Złoto  | Matthew Walls | Kolarstwo torowe     | omnium mężczyzn                        | 153 pkt                                                                                               | 5 sierpnia |
| Złoto  | Katie Archibald, Laura Kenny | Kolarstwo torowe     | madison kobiet                         | 78 pkt                                                                                                | 6 sierpnia |
| Złoto  | Kate French | Pięciobój nowoczesny | kobiety                                | | 6 sierpnia |
| Złoto  | Joe Choong | Pięciobój nowoczesny | mężczyźni                              | | 7 sierpnia |
| Złoto  | Galal Yafai | Boks                 | waga musza mężczyzn                    | W finale pokonał reprezentanta Filipin Carlo Paalam                                                   | 7 sierpnia |
| Złoto  | Lauren Price | Boks                 | waga średnia kobiet                    | W finale pokonała reprezentantkę Chin Li Qian                                                         | 8 sierpnia |
| Złoto  | Jason Kenny | Kolarstwo torowe     | Keirin mężczyzn                        | | 8 sierpnia |
| Srebro | Bradly Sinden | Taekwondo            | kategoria do 68 kg mężczyzn            | w finale uległ reprezentantowi Uzbekistanu Ulugʻbek Rashitov                                          | 25 lipca   |
| Srebro | Lauren Williams | Taekwondo            | kategoria do 67 kg kobiet              | W finale uległa reprezentantce Chorwacji Matea Jelić                                                  | 26 lipca   |
| Srebro | Alex Yee | Triathlon            | mężczyźni                              | 1:45:15                                                                                               | 26 lipca   |
| Srebro | Georgia Taylor-Brown | Triathlon            | kobiety                                | 1:56:50                                                                                               | 27 lipca   |
| Srebro | Duncan Scott | Pływanie             | 200 stylem dowolnym mężczyzn           | 1:44,26                                                                                               | 27 lipca   |
| Srebro | Harry Leask, Angus Groom, Tom Barras, Jack Beaumont | Wioślarstwo          | czwórka podwójna mężczyzn M4x          | 5:33,75                                                                                               | 28 lipca   |
| Srebro | Mallory Franklin | Kajakarstwo górskie  | C-1 kobiet                             | 108,68 pkt                                                                                            | 29 lipca   |
| Srebro | Kye Whyte | Kolarstwo BMX        | wyścig mężczyzn                        | 39,167                                                                                                | 30 lipca   |
| Srebro | Duncan Scott | Pływanie             | 200 m stylem zmiennym mężczyzn         | 1:55,28                                                                                               | 30 lipca   |
| Srebro | Luke Greenbank, Adam Peaty, James Guy, Duncan Scott, James Wilby | Pływanie             | 4 × 100 m stylem zmiennym mężczyzn     | 3:27,51                                                                                               | 1 sierpnia |
| Srebro | Tom McEwen | Jeździectwo          | WKKW indywidualnie                     | 29,30 pkt                                                                                             | 2 sierpnia |
| Srebro | Emily Campbell | Podnoszenie ciężarów | waga ponad 87 kg kobiet                | 283 kg                                                                                                | 2 sierpnia |
| Srebro | Pat McCormack | Boks                 | waga półśrednia mężczyzn               | W finale uległ reprezentantowi Kuby Roniel Iglesias                                                   | 3 sierpnia |
| Srebro | Katie Archibald, Laura Kenny, Neah Evans, Josie Knight, Elinor Barker | Kolarstwo torowe     | wyścig drużynowy na dochodzenie kobiet | 4:10,607                                                                                              | 3 sierpnia |
| Srebro | Ryan Owens, Jack Carlin, Jason Kenny | Kolarstwo torowe     | sprint drużynowy mężczyzn              | 44,589                                                                                                | 3 sierpnia |
| Srebro | Keely Hodgkinson | Lekkoatletyka        | Bieg na 800 m kobiet                   | 1:55,88                                                                                               | 3 sierpnia |
| Srebro | John Gimson, Anna Burnet | Żeglarstwo           | klasa Nacra 17                         | | 3 sierpnia |
| Srebro | Benjamin Whittaker | Boks                 | waga półciężka mężczyzn                | W finale uległ reprezentantowi Kuby Arlen López                                                       | 4 sierpnia |
| Srebro | Laura Muir | Lekkoatletyka        | bieg na 1500 m kobiet                  | 3:54,50                                                                                               | 6 sierpnia |
| Srebro | Ethan Hayter, Matthew Walls | Kolarstwo torowe     | madison mężczyzn                       | 40 pkt                                                                                                | 7 sierpnia |
| Brąz   | Chelsie Giles | Judo                 | waga do 52 kg kobiet                   | W walce o brązowy medal pokonała reprezentantkę Szwajcarii Fabienne Kocher                            | 25 lipca   |
| Brąz   | Jennifer Gadirova, Jessica Gadirova, Alice Kinsella, Amelie Morgan | Gimnastyka sportowa  | wielobój drużynowy kobiet              | 164,096 pkt                                                                                           | 27 lipca   |
| Brąz   | Carl Hester, Charlotte Fry, Charlotte Dujardin | Jeździectwo          | Ujeżdżanie drużynowo                   | 7723,0 pkt                                                                                            | 27 lipca   |
| Brąz   | Bianca Walkden | Taekwondo            | kategoria powyżej 67 kg kobiet         | W walce o brązowy medal pokonała Polkę Aleksandrę Kowalczuk                                           | 27 lipca   |
| Brąz   | Charlotte Dujardin | Jeździectwo          | Ujeżdżanie indywidualnie               | 88,543 pkt                                                                                            | 28 lipca   |
| Brąz   | Matthew Coward-Holley | Strzelectwo          | trap mężczyzn                          | | 29 lipca   |
| Brąz   | Bryony Page | Skoki na trampolinie | skoki kobiet                           | 55,735 pkt                                                                                            | 30 lipca   |
| Brąz   | Luke Greenbank | Pływanie             | 200 m stylem grzbietowym mężczyzn      | 1:54,72                                                                                               | 30 lipca   |
| Brąz   | Josh Bugajski, Jacob Dawson, Tom George, Mohamed Sbihi, Charles Elwes, Oliver Wynne-Griffith, James Rudkin, Tom Ford, Henry Fieldman | Wioślarstwo          | ósemka mężczyzn M8+                    | 5:25,73                                                                                               | 30 lipca   |
| Brąz   | Karriss Artingstall | Boks                 | waga piórkowa kobiet                   | W półfinale uległa reprezentantce Japonii Sena Irie                                                   | 31 lipca   |
| Brąz   | Emma Wilson | Żeglarstwo           | Windsurfing: RS:X kobiet               | | 31 lipca   |
| Brąz   | Declan Brooks | Kolarstwo BMX        | freestyle mężczyzn                     | 90,80 pkt                                                                                             | 1 sierpnia |
| Brąz   | Jack Laugher | Skoki do wody        | trampolina mężczyzn                    | 518,00 pkt                                                                                            | 3 sierpnia |
| Brąz   | Fraser Clark | Boks                 | waga superciężka mężczyzn              | w półfinale uległ reprezentantowi Uzbekistanu Bakhodir Jalolov                                        | 4 sierpnia |
| Brąz   | Sky Brown | Skateboarding        | park kobiety                           | 56,47 pkt                                                                                             | 4 sierpnia |
| Brąz   | Liam Heath | Kajakarstwo          | K-1 200 m mężczyzn                     | 35,202 s                                                                                              | 5 sierpnia |
| Brąz   | Holly Bradshaw | Lekkoatletyka        | skok o tyczce kobiet                   | 4,85 m                                                                                                | 5 sierpnia |
| Brąz   | Giselle Ansley, Grace Balsdon, Fiona Crackles, Maddie Hinch, Sarah Jones, Hannah Martin, Shona McCallin, Lily Owsley, Hollie Pearne-Webb, Isabelle Petter, Elena Rayer, Sarah Robertson, Anna-Frances Toman, Susannah Townsend, Laura Unsworth, Leah Wilkinson | Hokej na trawie      | turniej kobiet                         | W meczu o brązowy medal pokonały reprezentację Indii 4:3                                              | 6 sierpnia |
| Brąz   | Jack Carlin | Kolarstwo torowe     | sprint mężczyzn                        | W pojedynku o brązowy medal pokonał reprezentanta Rosyjskiego Komitetu Olimpijskiego Dienis Dmitrijew | 6 sierpnia |
| Brąz   | Asha Philip, Imani Lansiquot, Dina Asher-Smith, Daryll Neita | Lekkoatletyka        | Sztafeta 4 × 100 m kobiet              | 41,88                                                                                                 | 6 sierpnia |
| Brąz   | Josh Kerr | Lekkoatletyka        | bieg na 1500 m mężczyzn                | 3:29,05                                                                                               | 7 sierpnia |
| Brąz   | Tom Daley | Skoki do wody        | wieża mężczyzn                         | 548,25 pkt                                                                                            | 7 sierpnia |

## Skład kadry

### Badminton
| Zawodnik                  | Konkurencja        | Faza grupowa                        | Faza grupowa                             | Faza grupowa                                    | Pozycja | 1/8                         | Ćwierćfinały                | Półfinały        | Finał            | Finał   | Źródło                     |
| Zawodnik                  | Konkurencja        | Przeciwnik Wynik                    | Przeciwnik Wynik                         | Przeciwnik Wynik                                | Pozycja | Przeciwnik Wynik            | Przeciwnik Wynik            | Przeciwnik Wynik | Przeciwnik Wynik | Pozycja | Źródło                     |
| ------------------------- | ------------------ | ----------------------------------- | ---------------------------------------- | ----------------------------------------------- | ------- | --------------------------- | --------------------------- | ---------------- | ---------------- | ------- | -------------------------- |
| Toby Penty                | gra pojedyncza (m) | Schäfer 2-0 (21-18, 21-11)          | Wangcharoen 2-0 (21-19, 21-12)           | N\A                                             | 1.      | Antonsen 0-2 (10-21, 15-21) | NQ                          | NQ               | NQ               | 9.      | [ 4 ] [ 5 ] [ 6 ] [ 7 ]    |
| Kirsty Gilmour            | gra pojedyncza (k) | Shahzad 2-0 (21-14, 21-14)          | Yamaguchi 0-2 (9-21, 18-21)              | N\A                                             | 2.      | NQ                          | NQ                          | NQ               | NQ               | 15.     | [ 5 ] [ 6 ] [ 8 ]          |
| Ben Lane Sean Vendy       | gra podwójna (m)   | Gideon Sukamuljo 0:2 (15-21, 11-21) | Lee Yang Wang Chi-lin 0:2 (17-21, 14-21) | Rankireddy Shetty 0:2 (17-21, 19-21)            | 4.      | N/A                         | NQ                          | NQ               | NQ               | 9.      | [ 9 ] [ 10 ] [ 5 ] [ 11 ]  |
| Chloe Birch Lauren Smith  | gra podwójna (m)   | Fukushima Hirota 0:2 (13-21, 14-21) | Polii Rahayu 0:2 (11-21, 13-21)          | Chow Mei Kuan Lee Meng Yean 0:2 (19-21, 16-21)  | 4.      | N/A                         | NQ                          | NQ               | NQ               | 9.      | [ 9 ] [ 10 ] [ 5 ] [ 12 ]  |
| Marcus Ellis Lauren Smith | mikst              | Gicquel Delrue 2:0 (21-18, 21-17)   | Hurlburt-Yu Wu 2:0 (21-13, 21-19)        | Puavaranukroh Taerattanachai 2:0 (21-17, 21-19) | 1.      | N/A                         | Tang Tse 0:2 (13-21, 18-21) | NQ               | NQ               | 5.      | [ 9 ] [ 13 ] [ 14 ] [ 15 ] |

### Boks
| Zawodnik            | Konkurencja               | 1/16              | 1/8                 | Ćwierćfinał        | Półfinał         | Finał            | Finał   | Źródło |
| Zawodnik            | Konkurencja               | Przeciwnik Wynik  | Przeciwnik Wynik    | Przeciwnik Wynik   | Przeciwnik Wynik | Przeciwnik Wynik | Miejsce | Źródło |
| ------------------- | ------------------------- | ----------------- | ------------------- | ------------------ | ---------------- | ---------------- | ------- | ------ |
| Galal Yafai         | waga musza mężczyzn       | Soghomonyan W RSC | Chinyemba W 3-2     | Veitía W 4-1       | Bıbosynov W 3-2  | Paalam W 4-1     | złoto   | [ 16 ] |
| Peter McGrail       | waga piórkowa mężczyzn    | Butdee P 0-5      | NQ                  | NQ                 | NQ               | NQ               | 17.     | [ 17 ] |
| Luke McCormack      | waga lekka mężczyzn       | Kaushik W 4-1     | Cruz P 0-5          | NQ                 | NQ               | NQ               | 9.      | [ 18 ] |
| Pat McCormack       | waga półśrednia mężczyzn  | Bye               | Radzionau W 5-0     | Baturov W 4-1      | Walsh W WO       | Iglesias P 0-5   | srebro  | [ 19 ] |
| Benjamin Whittaker  | waga półciężka mężczyzn   | Vivas W 4-1       | Oraby W 5-0         | Machado W 3-2      | Chatajew W 4-1   | López P 1-4      | srebro  | [ 20 ] |
| Cheavon Clarke      | waga ciężka mężczyzn      | Bye               | Teixeira P 1-4      | NQ                 | NQ               | NQ               | 9.      | [ 21 ] |
| Frazer Clarke       | waga superciężka mężczyzn | Bye               | Rohawa W 4-1        | Mourad Aliev W DSQ | Jalolov P RSC    | NQ               | brąz    | [ 22 ] |
| Charley Davison     | waga musza kobiet         | Cheddar W 5-0     | Chang Yuan P 0-5    | NQ                 | NQ               | NQ               | 9.      | [ 23 ] |
| Karriss Artingstall | waga piórkowa kobiet      | Kenosi W 5-0      | Romeu W 5-0         | Nicolson W 3-2     | Sena Irie P 2-3  | NQ               | brąz    | [ 24 ] |
| Caroline Dubois     | waga lekka kobiet         | Sadiku W 5-0      | Ellis W 3-0         | Seesondee P 2-3    | NQ               | NQ               | 5.      | [ 25 ] |
| Lauren Price        | waga średnia kobiet       | Bye               | Myagmarjargal W 5-0 | Bylon W 5-0        | Fontijn W 3-2    | Li Qian W 5-0    | złoto   | [ 26 ] |

### Gimnastyka

#### Gimnastyka sportowa
Mężczyźni
| Zawodnik             | Konkurencja        | Kwalifikacje | Kwalifikacje | Kwalifikacje | Kwalifikacje | Kwalifikacje | Kwalifikacje | Kwalifikacje | Finał    | Finał    | Finał    | Finał    | Finał    | Finał    | Finał   | Pozycja | Źródło |
| Zawodnik             | Konkurencja        | Przyrząd     | Przyrząd     | Przyrząd     | Przyrząd     | Przyrząd     | Przyrząd     | Razem        | Przyrząd | Przyrząd | Przyrząd | Przyrząd | Przyrząd | Przyrząd | Razem   | Pozycja | Źródło |
| Zawodnik             | Konkurencja        | F            | PH           | R            | V            | PB           | HB           | Razem        | F        | PH       | R        | V        | PB       | HB       | Razem   | Pozycja | Źródło |
| -------------------- | ------------------ | ------------ | ------------ | ------------ | ------------ | ------------ | ------------ | ------------ | -------- | -------- | -------- | -------- | -------- | -------- | ------- | ------- | ------ |
| Joe Fraser           | wielobój drużynowy | 14,066       | 14,666       | 14,400       | 13,833       | 15,400       | 13,933       | 86,298       | 13,866   | 14,666   | 14,500   | 14,133   | 14,666   | 14,333   | 86,164  | 4.      | [ 27 ] |
| James Hall           | wielobój drużynowy | 13,866       | 14,100       | 13,733       | 14,333       | 14,333       | 14,066       | 84,431       | 14,033   | 14,000   | 13,600   | 14,233   | 13,100   | 14,200   | 83,166  | 4.      | [ 28 ] |
| Giarnni Regini-Moran | wielobój drużynowy | 14,666       | 12,166       | 13,366       | 14,600       | 14,933       | 13,100       | 82,831       | 14,533   | N/A      | 13,733   | 14,666   | 15,166   | N/A      | 58,098  | 4.      | [ 29 ] |
| Max Whitlock         | wielobój drużynowy | N/A          | 14,900       | N/A          | N/A          | 14,100       | 13,400       | 42,400       | N/A      | 14,966   | N/A      | N/A      | N/A      | 13,366   | 28,332  | 4.      | [ 30 ] |
| Razem                | wielobój drużynowy | 42,598       | 43,666       | 41,499       | 42,766       | 44,666       | 41,399       | 256,594      | 42,432   | 43,632   | 41,833   | 43,032   | 42,932   | 41,899   | 255,760 | 4.      | [ 31 ] |

| Zawodnik             | Konkurencja                 | Kwalifikacje | Kwalifikacje | Kwalifikacje | Kwalifikacje | Kwalifikacje | Kwalifikacje | Kwalifikacje | Kwalifikacje | Finał    | Finał    | Finał    | Finał    | Finał    | Finał    | Finał  | Finał   | Źródło |
| Zawodnik             | Konkurencja                 | Przyrząd     | Przyrząd     | Przyrząd     | Przyrząd     | Przyrząd     | Przyrząd     | Razem        | Pozycja      | Przyrząd | Przyrząd | Przyrząd | Przyrząd | Przyrząd | Przyrząd | Razem  | Pozycja | Źródło |
| Zawodnik             | Konkurencja                 | F            | PH           | R            | V            | PB           | HB           | Razem        | Pozycja      | F        | PH       | R        | V        | PB       | HB       | Razem  | Pozycja | Źródło |
| -------------------- | --------------------------- | ------------ | ------------ | ------------ | ------------ | ------------ | ------------ | ------------ | ------------ | -------- | -------- | -------- | -------- | -------- | -------- | ------ | ------- | ------ |
| Joe Fraser           | wielobój indywidualnie      | 14,066       | 14,666       | 14,400       | 13,833       | 15,400       | 13,933       | 86,298       | 5.           | 14,100   | 13,300   | 14,433   | 13,133   | 15,133   | 14,400   | 84,499 | 9.      | [ 27 ] |
| James Hall           | wielobój indywidualnie      | 13,866       | 14,100       | 13,733       | 14,333       | 14,333       | 14,066       | 84,431       | 16.          | 14,466   | 13,433   | 13,966   | 14,300   | 14,433   | 14,000   | 84,598 | 8.      | [ 28 ] |
| Giarnni Regini-Moran | wielobój indywidualnie      | 14,666       | 12,166       | 13,366       | 14,600       | 14,933       | 13,100       | 82,831       | 23.          | NQ       | NQ       | NQ       | NQ       | NQ       | NQ       | NQ     | NQ      | [ 29 ] |
| Giarnni Regini-Moran | ćwiczenia wolne             | 14,666       | N/A          | N/A          | N/A          | N/A          | N/A          | 14,666       | 12.          | NQ       | NQ       | NQ       | NQ       | NQ       | NQ       | NQ     | NQ      | [ 29 ] |
| Joe Fraser           | ćwiczenia wolne             | 14,066       | N/A          | N/A          | N/A          | N/A          | N/A          | 14,066       | 23.          | NQ       | NQ       | NQ       | NQ       | NQ       | NQ       | NQ     | NQ      | [ 27 ] |
| James Hall           | ćwiczenia wolne             | 13,866       | N/A          | N/A          | N/A          | N/A          | N/A          | 13,866       | 29.          | NQ       | NQ       | NQ       | NQ       | NQ       | NQ       | NQ     | NQ      | [ 28 ] |
| Joe Fraser           | ćwiczenia na poręczach      | N/A          | N/A          | N/A          | N/A          | 15,400       | N/A          | 15,400       | 7.           | N/A      | N/A      | N/A      | N/A      | 14,500   | N/A      | 14,500 | 8.      | [ 27 ] |
| Giarnni Regini-Moran | ćwiczenia na poręczach      | N/A          | N/A          | N/A          | N/A          | 14,933       | N/A          | 14,933       | 20.          | NQ       | NQ       | NQ       | NQ       | NQ       | NQ       | NQ     | NQ      | [ 29 ] |
| James Hall           | ćwiczenia na poręczach      | N/A          | N/A          | N/A          | N/A          | 14,333       | N/A          | 14,333       | 36.          | NQ       | NQ       | NQ       | NQ       | NQ       | NQ       | NQ     | NQ      | [ 28 ] |
| Max Whitlock         | ćwiczenia na poręczach      | N/A          | N/A          | N/A          | N/A          | 14,100       | N/A          | 14,100       | 40.          | NQ       | NQ       | NQ       | NQ       | NQ       | NQ       | NQ     | NQ      | [ 30 ] |
| James Hall           | ćwiczenia na drążku         | N/A          | N/A          | N/A          | N/A          | N/A          | 14,066       | 14,066       | 15.          | NQ       | NQ       | NQ       | NQ       | NQ       | NQ       | NQ     | NQ      | [ 28 ] |
| Joe Fraser           | ćwiczenia na drążku         | N/A          | N/A          | N/A          | N/A          | N/A          | 13,933       | 13,933       | 19.          | NQ       | NQ       | NQ       | NQ       | NQ       | NQ       | NQ     | NQ      | [ 27 ] |
| Max Whitlock         | ćwiczenia na drążku         | N/A          | N/A          | N/A          | N/A          | N/A          | 13,400       | 13,400       | 30.          | NQ       | NQ       | NQ       | NQ       | NQ       | NQ       | NQ     | NQ      | [ 30 ] |
| Giarnni Regini-Moran | ćwiczenia na drążku         | N/A          | N/A          | N/A          | N/A          | N/A          | 13,100       | 13,100       | 44.          | NQ       | NQ       | NQ       | NQ       | NQ       | NQ       | NQ     | NQ      | [ 29 ] |
| Max Whitlock         | ćwiczenia na koniu z łękami | N/A          | 14,900       | N/A          | N/A          | N/A          | N/A          | 14,900       | 5.           | N/A      | 15,583   | N/A      | N/A      | N/A      | N/A      | 15,583 | złoto   | [ 30 ] |
| Joe Fraser           | ćwiczenia na koniu z łękami | N/A          | 14,466       | N/A          | N/A          | N/A          | N/A          | 14,466       | 11.          | NQ       | NQ       | NQ       | NQ       | NQ       | NQ       | NQ     | NQ      | [ 29 ] |
| James Hall           | ćwiczenia na koniu z łękami | N/A          | 14,100       | N/A          | N/A          | N/A          | N/A          | 14,100       | 21.          | NQ       | NQ       | NQ       | NQ       | NQ       | NQ       | NQ     | NQ      | [ 28 ] |
| Giarnni Regini-Moran | ćwiczenia na koniu z łękami | N/A          | 12,166       | N/A          | N/A          | N/A          | N/A          | 12,166       | 65.          | NQ       | NQ       | NQ       | NQ       | NQ       | NQ       | NQ     | NQ      | [ 29 ] |
| Joe Fraser           | ćwiczenia na kółkach        | N/A          | N/A          | 14,400       | N/A          | N/A          | N/A          | 14,400       | 12.          | NQ       | NQ       | NQ       | NQ       | NQ       | NQ       | NQ     | NQ      | [ 27 ] |
| James Hall           | ćwiczenia na kółkach        | N/A          | N/A          | 13,733       | N/A          | N/A          | N/A          | 13,733       | 30.          | NQ       | NQ       | NQ       | NQ       | NQ       | NQ       | NQ     | NQ      | [ 28 ] |
| Giarnni Regini-Moran | ćwiczenia na kółkach        | N/A          | N/A          | 13,366       | N/A          | N/A          | N/A          | 13,366       | 42.          | NQ       | NQ       | NQ       | NQ       | NQ       | NQ       | NQ     | NQ      | [ 29 ] |
| Giarnni Regini-Moran | skoki                       | N/A          | N/A          | 14,000       | N/A          | N/A          | N/A          | 14,000       | 15.          | NQ       | NQ       | NQ       | NQ       | NQ       | NQ       | NQ     | NQ      | [ 29 ] |

Kobiety
| Zawodniczka       | Konkurencja        | Kwalifikacje | Kwalifikacje | Kwalifikacje | Kwalifikacje | Kwalifikacje | Finał    | Finał    | Finał    | Finał    | Finał   | Pozycja | Źródło |
| Zawodniczka       | Konkurencja        | Przyrząd     | Przyrząd     | Przyrząd     | Przyrząd     | Razem        | Przyrząd | Przyrząd | Przyrząd | Przyrząd | Razem   | Pozycja | Źródło |
| Zawodniczka       | Konkurencja        | V            | UB           | BB           | F            | Razem        | V        | UB       | BB       | F        | Razem   | Pozycja | Źródło |
| ----------------- | ------------------ | ------------ | ------------ | ------------ | ------------ | ------------ | -------- | -------- | -------- | -------- | ------- | ------- | ------ |
| Jennifer Gadirova | wielobój drużynowy | 14,533       | 13,066       | 13,300       | 13,800       | 54,699       | 14,433   | N/A      | 13,300   | 13,700   | 41,433  | brąz    | [ 33 ] |
| Jessica Gadirova  | wielobój drużynowy | 14,500       | 13,800       | 12,866       | 14,033       | 55,199       | 14,433   | 13,566   | N/A      | 13,833   | 41,832  | brąz    | [ 34 ] |
| Alice Kinsella    | wielobój drużynowy | 14,166       | 12,633       | 12,100       | 12,766       | 51,665       | 14,266   | 14,166   | 13,333   | 12,800   | 54,565  | brąz    | [ 35 ] |
| Amelie Morgan     | wielobój drużynowy | 13,858       | 13,833       | 13,033       | 12,466       | 53,190       | N/A      | 14,033   | 12,233   | N/A      | 26,266  | brąz    | [ 36 ] |
| Razem             | wielobój drużynowy | 43,199       | 40,699       | 39,199       | 40,599       | 163,396      | 43,132   | 41,765   | 38,866   | 40,333   | 164,096 | brąz    | [ 31 ] |

| Zawodniczka       | Konkurencja             | Kwalifikacje | Kwalifikacje | Kwalifikacje | Kwalifikacje | Kwalifikacje | Kwalifikacje | Finał     | Finał     | Finał     | Finał     | Finał  | Finał   | Źródło |
| Zawodniczka       | Konkurencja             | Przyrządy    | Przyrządy    | Przyrządy    | Przyrządy    | Razem        | Pozycja      | Przyrządy | Przyrządy | Przyrządy | Przyrządy | Razem  | Pozycja | Źródło |
| Zawodniczka       | Konkurencja             | V            | UB           | BB           | F            | Razem        | Pozycja      | V         | UB        | BB        | F         | Razem  | Pozycja | Źródło |
| ----------------- | ----------------------- | ------------ | ------------ | ------------ | ------------ | ------------ | ------------ | --------- | --------- | --------- | --------- | ------ | ------- | ------ |
| Jessica Gadirova  | wielobój indywidualnie  | 14,500       | 13,800       | 12,866       | 14,033       | 55,199       | 12.          | 14,566    | 13,666    | 12,033    | 13,700    | 53,965 | 10.     | [ 34 ] |
| Jennifer Gadirova | wielobój indywidualnie  | 14,533       | 13,066       | 13,300       | 13,800       | 54,699       | 17.          | 14,400    | 12,400    | 12,933    | 13,800    | 53,533 | 13.     | [ 33 ] |
| Amelie Morgan     | wielobój indywidualnie  | 13,858       | 13,833       | 13,033       | 12,466       | 53,190       | 33.          | NQ        | NQ        | NQ        | NQ        | NQ     | NQ      | [ 36 ] |
| Alice Kinsella    | wielobój indywidualnie  | 14,166       | 12,633       | 12,100       | 12,766       | 51,665       | 48.          | NQ        | NQ        | NQ        | NQ        | NQ     | NQ      | [ 35 ] |
| Amelie Morgan     | ćwiczenia na poręczach  | N/A          | 13,833       | N/A          | N/A          | 13,833       | 28.          | NQ        | NQ        | NQ        | NQ        | NQ     | NQ      | [ 36 ] |
| Jessica Gadirova  | ćwiczenia na poręczach  | N/A          | 13,800       | N/A          | N/A          | 13,800       | 29.          | NQ        | NQ        | NQ        | NQ        | NQ     | NQ      | [ 34 ] |
| Jennifer Gadirova | ćwiczenia na poręczach  | N/A          | 13,066       | N/A          | N/A          | 13,066       | 43.          | NQ        | NQ        | NQ        | NQ        | NQ     | NQ      | [ 33 ] |
| Alice Kinsella    | ćwiczenia na poręczach  | N/A          | 12,633       | N/A          | N/A          | 12,633       | 57.          | NQ        | NQ        | NQ        | NQ        | NQ     | NQ      | [ 35 ] |
| Jessica Gadirova  | ćwiczenia na równoważni | N/A          | N/A          | 12,866       | N/A          | 12,866       | 39.          | NQ        | NQ        | NQ        | NQ        | NQ     | NQ      | [ 34 ] |
| Jennifer Gadirova | ćwiczenia na równoważni | N/A          | N/A          | 13,300       | N/A          | 13,300       | 24.          | NQ        | NQ        | NQ        | NQ        | NQ     | NQ      | [ 33 ] |
| Amelie Morgan     | ćwiczenia na równoważni | N/A          | N/A          | 13,033       | N/A          | 13,033       | 34.          | NQ        | NQ        | NQ        | NQ        | NQ     | NQ      | [ 36 ] |
| Alice Kinsella    | ćwiczenia na równoważni | N/A          | N/A          | 12,100       | N/A          | 12,100       | 63.          | NQ        | NQ        | NQ        | NQ        | NQ     | NQ      | [ 36 ] |
| Jessica Gadirova  | ćwiczenia wolne         | N/A          | N/A          | N/A          | 14,033       | 14,0333      | 6.           | N/A       | N/A       | N/A       | 14,000    | 14,000 | 6.      | [ 34 ] |
| Jennifer Gadirova | ćwiczenia wolne         | N/A          | N/A          | N/A          | 13,800       | 13,800       | 9.           | N/A       | N/A       | N/A       | 13,233    | 13,233 | 7.      | [ 33 ] |
| Alice Kinsella    | ćwiczenia wolne         | N/A          | N/A          | N/A          | 12,766       | 12,766       | 41.          | NQ        | NQ        | NQ        | NQ        | NQ     | NQ      | [ 35 ] |
| Amelie Morgan     | ćwiczenia wolne         | N/A          | N/A          | N/A          | 12,466       | 12,466       | 57.          | NQ        | NQ        | NQ        | NQ        | NQ     | NQ      | [ 36 ] |
| Jessica Gadirova  | skoki                   | 14,350       | N/A          | N/A          | N/A          | 14,350       | 13.          | NQ        | NQ        | NQ        | NQ        | NQ     | NQ      | [ 34 ] |

#### Skoki na trampolinie
| Zawodnik        | Konkurencja | Eliminacje        | Eliminacje    | Eliminacje | Eliminacje | Eliminacje | Finał    | Finał     | Finał  | Finał           | Finał  | Finał   | Finał   | Źródło |
| Zawodnik        | Konkurencja | Układ obowiązkowy | Układ dowolny | Kara       | Razem      | Pozycja    | Trudność | Wykonanie | Lot    | Przemieszczanie | Kara   | Łącznie | Pozycja | Źródło |
| Zawodnik        | Konkurencja | Punkty            | Punkty        | Punkty     | Punkty     | Pozycja    | Punkty   | Punkty    | Punkty | Punkty          | Punkty | Łącznie | Pozycja | Źródło |
| --------------- | ----------- | ----------------- | ------------- | ---------- | ---------- | ---------- | -------- | --------- | ------ | --------------- | ------ | ------- | ------- | ------ |
| Bryony Page     | kobiety     | 48,850            | 55,810        |            | 104,660    | 3.         | 15,500   | 15,800    | 15,535 | 9,400           | 0,000  | 55,735  | brąz    | [ 37 ] |
| Laura Gallagher | kobiety     | 47,235            | 6,100         |            | 53,335     | 15.        | NQ       | NQ        | NQ     | NQ              | NQ     | NQ      | NQ      | [ 37 ] |

### Golf
| Zawodnik           | Konkurencja | Runda 1 | Runda 2 | Runda 3 | Runda 4 | Łącznie | Łącznie | Łącznie | Źródło |
| Zawodnik           | Konkurencja | Wynik   | Wynik   | Wynik   | Wynik   | Wynik   | Par     | Pozycja | Źródło |
| ------------------ | ----------- | ------- | ------- | ------- | ------- | ------- | ------- | ------- | ------ |
| Jodi Ewart Shadoff | kobiety     | 74      | 68      | 70      | 72      | 284     | 0       | 40.     | [ 38 ] |
| Mel Reid           | kobiety     | 73      | 75      | 76      | 69      | 293     | + 9     | 55.     | [ 38 ] |
| Paul Casey         | Mężczyźni   | 67      | 68      | 66      | 68      | 269     | – 15    | 4.      | [ 39 ] |
| Tommy Fleetwood    | Mężczyźni   | 70      | 69      | 64      | 70      | 273     | – 11    | 16.     | [ 39 ] |

### Hokej na trawie
Turniej kobiet
- Reprezentacja kobiet

| - Giselle Ansley - Grace Balsdon - Fiona Crackles - Maddie Hinch - Sarah Jones - Hannah Martin - Shona McCallin - Lily Owsley |  | - Hollie Pearne-Webb - Isabelle Petter - Elena Rayer - Sarah Robertson - Anna-Frances Toman - Susannah Townsend - Laura Unsworth - Leah Wilkinson |

| Drużyna         | Konkurencja | Faza grupowa     | Faza grupowa          | Faza grupowa     | Faza grupowa     | Faza grupowa     | Faza grupowa | Ćwierćfinały     | Półfinały        | Finał            | Pozycja | Źródło |
| Drużyna         | Konkurencja | Przeciwnik Wynik | Przeciwnik Wynik      | Przeciwnik Wynik | Przeciwnik Wynik | Przeciwnik Wynik | Pozycja      | Przeciwnik Wynik | Przeciwnik Wynik | Przeciwnik Wynik | Pozycja | Źródło |
| --------------- | ----------- | ---------------- | --------------------- | ---------------- | ---------------- | ---------------- | ------------ | ---------------- | ---------------- | ---------------- | ------- | ------ |
| Wielka Brytania | kobiety     | Niemcy 1:2       | Południowa Afryka 1:4 | Indie 4:1        | Holandia 0:1     | Irlandia 0:2     | 3.           | Hiszpania 2:2    | Holandia 1:5     | Indie 4:3        | brąz    | [ 41 ] |

Turniej mężczyzn
- Reprezentacja mężczyzn

| - David Ames - Jacob Draper - Alan Forsyth - Rupert Shipperley - Harry Martin - Chris Griffiths - Ian Sloan - Samuel Ward - Phil Roper |  | - Adam Dixon - Brendan Creed - Ollie Payne - Liam Ansell - Jack Waller - James Gall - Liam Sanford - Tom Sorsby - Zachary Wallace |

| Drużyna         | Konkurencja | Faza grupowa          | Faza grupowa     | Faza grupowa     | Faza grupowa     | Faza grupowa     | Faza grupowa | Ćwierćfinały     | Półfinały        | Finał            | Pozycja | Źródło |
| Drużyna         | Konkurencja | Przeciwnik Wynik      | Przeciwnik Wynik | Przeciwnik Wynik | Przeciwnik Wynik | Przeciwnik Wynik | Pozycja      | Przeciwnik Wynik | Przeciwnik Wynik | Przeciwnik Wynik | Pozycja | Źródło |
| --------------- | ----------- | --------------------- | ---------------- | ---------------- | ---------------- | ---------------- | ------------ | ---------------- | ---------------- | ---------------- | ------- | ------ |
| Wielka Brytania | mężczyźni   | Południowa Afryka 3:1 | Kanada 3:1       | Niemcy 1:5       | Holandia 2:2     | Belgia 2:2       | 3.           | Indie 1:3        | NQ               | NQ               | 5.      | [ 42 ] |

### Jeździectwo
Ujeżdżenie
| Zawodnik                                     | Koń                      | Konkurencja           | Grand Prix | Grand Prix | Grand Prix Special | Grand Prix Special | Finał  | Finał | Źródło               |
| Zawodnik                                     | Koń                      | Konkurencja           | Wynik      | Poz.       | Wynik              | Poz.               | Wynik  | Poz.  | Źródło               |
| -------------------------------------------- | ------------------------ | --------------------- | ---------- | ---------- | ------------------ | ------------------ | ------ | ----- | -------------------- |
| Charlotte Dujardin                           | Ujeżdżenie indywidualnie | Gio                   | 80,963     | 4.         | 79,894             | 6.                 | 88,543 | brąz  | [ 43 ] [ 44 ] [ 45 ] |
| Charlotte Fry                                | Ujeżdżenie indywidualnie | Everdale              | 77,096     | 8.         | 76,854             | 11.                | 80,614 | 13.   | [ 43 ] [ 44 ] [ 45 ] |
| Carl Hester                                  | Ujeżdżenie indywidualnie | En Vogue              | 75,124     | 13.        | 78,344             | 7.                 | 81,818 | 8.    | [ 43 ] [ 44 ] [ 45 ] |
| Charlotte Dujardin Charlotte Fry Carl Hester | ujeżdżenie drużynowe     | Gio Everdale En Vogue | 7508,5     | 2.         | N/A                | N/A                | 7723,0 | brąz  | [ 46 ]               |

Skoki przez przeszkody
| Zawodnik                            | Konkurencja   | Koń                            | Kwalifikacje | Kwalifikacje | Kwalifikacje | Kwalifikacje | Finał      | Finał       | Finał   | Dogrywka | Dogrywka | Pozycja | Źródło        |
| Zawodnik                            | Konkurencja   | Koń                            | Kary         | Kary         | Łącznie      | Pozycja      | Kary       | Kary        | Łącznie | Dogrywka | Dogrywka | Pozycja | Źródło        |
| Zawodnik                            | Konkurencja   | Koń                            | Przeszkody   | Limit czasu  | Łącznie      | Pozycja      | Przeszkody | Limit czasu | Łącznie | Kary     | Czas     | Pozycja | Źródło        |
| ----------------------------------- | ------------- | ------------------------------ | ------------ | ------------ | ------------ | ------------ | ---------- | ----------- | ------- | -------- | -------- | ------- | ------------- |
| Ben Maher                           | indywidualnie | Explosion W                    | 0            | 0            | 0            | 1.           | 0          | 0           | 0       | 0        | 37,85    | złoto   | [ 47 ] [ 48 ] |
| Scott Brash                         | indywidualnie | Jefferson                      | 0            | 0            | 0            | 1.           | 0          | 1           | 1       | N/A      | N/A      | 7.      | [ 47 ] [ 48 ] |
| Harry Charles                       | indywidualnie | Romeo 88                       | 0            | 0            | 0            | 1.           | RT         | RT          | RT      | N/A      | N/A      | DNF     | [ 47 ] [ 48 ] |
| Ben Maher Scott Brash Harry Charles | drużynowo     | Explosion W Jefferson Romeo 88 | 4 12 4       | 0            | 20           | 7.           | WD 8 16    | 0           | 24+ WD  | N/A      | N/A      | 10.     | [ 49 ] [ 50 ] |

WKKW
| Zawodnik                                                | Konkurencja   | Koń                                                 | Ujeżdżenie | Cross country | Skoki (runda kwalifikacyjna) | Razem     | Skoki (runda finałowa) | Finał | Pozycja | Źródło |
| ------------------------------------------------------- | ------------- | --------------------------------------------------- | ---------- | ------------- | ---------------------------- | --------- | ---------------------- | ----- | ------- | ------ |
| Oliver Townend                                          | indywidualnie | Ballaghmor Class                                    | 23,60      | 0,00          | 4,00                         | 27,60     | 4,80                   | 32,40 | 5.      | [ 51 ] |
| Laura Collett                                           | indywidualnie | London 52                                           | 25,80      | 0,00          | 4,00                         | 29,80     | 8,00                   | 37,80 | 9.      | [ 51 ] |
| Tom McEwen                                              | indywidualnie | Toledo de Kerser                                    | 28,90      | 0,00          | 0,00                         | 28,90     | 0,40                   | 29,30 | srebro  | [ 51 ] |
| Oliver Townend Laura Collett Tom McEwen Rosalind Canter | drużynowo     | Ballaghmor Class London 52 Toledo de Kerser Allstar | jak wyżej  | jak wyżej     | jak wyżej                    | jak wyżej | N/A                    | 86,30 | złoto   | [ 53 ] |

### Judo
| Zawodnik        | Konkurencja | 1/16                | 1/8                  | Ćwierćfinał         | Półfinał            | Repasaże            | Finał / 3. miejsce  | Finał / 3. miejsce | Źródła |
| Zawodnik        | Konkurencja | Przeciwniczka Wynik | Przeciwniczka Wynik  | Przeciwniczka Wynik | Przeciwniczka Wynik | Przeciwniczka Wynik | Przeciwniczka Wynik | Pozycja            | Źródła |
| --------------- | ----------- | ------------------- | -------------------- | ------------------- | ------------------- | ------------------- | ------------------- | ------------------ | ------ |
| Ashley McKenzie | -60 kg (m)  | Hüseynov P 00-01    | NQ                   | NQ                  | NQ                  | NQ                  | NQ                  | 17.                | [ 54 ] |
| Chelsie Giles   | -52 kg (k)  | Rexhepi W 11-00     | Iraoui W 10-00       | Abe P 00-01         | NQ                  | Van Snick W 10-00   | Kocher W 10-00      | brąz               | [ 55 ] |
| Lucy Renshall   | -63 kg (k)  | Tashiro P 00-01     | NQ                   | NQ                  | NQ                  | NQ                  | NQ                  | 17.                | [ 56 ] |
| Gemma Howell    | -70 kg (k)  | Pérez P 00-10       | NQ                   | NQ                  | NQ                  | NQ                  | NQ                  | 17.                | [ 57 ] |
| Natalie Powell  | -78 kg (k)  | N/A                 | Yoon Hyun-ji P 00-11 | NQ                  | NQ                  | NQ                  | NQ                  | 9.                 | [ 58 ] |
| Sarah Adlington | +78 kg (k)  | Rouhou P 00-10      | NQ                   | NQ                  | NQ                  | NQ                  | NQ                  | 17.                | [ 59 ] |

### Kajakarstwo
| Zawodnik     | Konkurencja   | Eliminacje | Eliminacje | Ćwierćfinały | Ćwierćfinały | Półfinały | Półfinały | Finał A/B | Finał A/B  | Pozycja | Źródło |
| Zawodnik     | Konkurencja   | Czas       | Pozycja    | Czas         | Pozycja      | Czas      | Pozycja   | Czas      | Pozycja    | Pozycja | Źródło |
| ------------ | ------------- | ---------- | ---------- | ------------ | ------------ | --------- | --------- | --------- | ---------- | ------- | ------ |
| Liam Heath   | K-1 200 m (m) | 34,452     | 3.         | 33,985       | 1.           | 35,108    | 2.        | 35,202    | 2. Finał A | brąz    | [ 60 ] |
| Deborah Kerr | K-1 200 m (k) | 41,168     | 3.         | 42,742       | 1.           | 39,751    | 2.        | 40,409    | 8. Finał A | 8.      | [ 60 ] |
| Deborah Kerr | K-1 500 m (k) | 1:51,375   | 5.         | 1:50,133     | 3.           | 1:55,955  | 7.        | NQ        | NQ         | NQ      | [ 60 ] |
| Emily Lewis  | K-1 500 m (k) | 1:55,743   | 7.         | 1:51,996     | 4            | NQ        | NQ        | NQ        | NQ         | NQ      | [ 60 ] |
| Katie Reid   | C-1 200 m (k) | 47,876     | 4.         | 47,821       | 4.           | NQ        | NQ        | NQ        | NQ         | NQ      | [ 60 ] |

### Kajakarstwo górskie
| Zawodnik              | Konkurencja | Eliminacje | Eliminacje | Eliminacje | Eliminacje | Eliminacje | Eliminacje | Półfinały | Półfinały | Finał  | Finał   | Pozycja | Źródło |
| Zawodnik              | Konkurencja | P 1        | M.         | P 2        | M.         | Razem      | M.         | Czas      | Miejsce   | Czas   | Miejsce | Pozycja | Źródło |
| --------------------- | ----------- | ---------- | ---------- | ---------- | ---------- | ---------- | ---------- | --------- | --------- | ------ | ------- | ------- | ------ |
| Bradley Forbes-Cryans | K-1 (m)     | 93,65      | 5.         | 101,46     | 21.        | 93,65      | 13.        | 96,48     | 5.        | 100,58 | 6.      | 6.      | [ 61 ] |
| Adam Burgess          | C-1 (m)     | 99,82      | 4.         | 99,64      | 2.         | 99,64      | 2.         | 106,18    | 8.        | 103,86 | 4.      | 4.      | [ 61 ] |
| Kimberley Woods       | K-1 (k)     | 109,63     | 8.         | 107,82     | 8.         | 107,82     | 9.         | 109,00    | 6.        | 177,09 | 10.     | 10.     | [ 61 ] |
| Mallory Franklin      | C-1 (k)     | 107,51     | 1.         | 105,06     | 1.         | 105,06     | 1.         | 117,75    | 6.        | 108,68 | 2.      | srebro  | [ 61 ] |

### Kolarstwo

#### Kolarstwo szosowe
| Zawodnik                       | Konkurencja                    | Czas       | Pozycja | Źródło |
| ------------------------------ | ------------------------------ | ---------- | ------- | ------ |
| Adam Yates                     | wyścig ze startu wspólnego (m) | 6:06:33    | 9.      | [ 62 ] |
| Simon Yates                    | wyścig ze startu wspólnego (m) | 6:09:04    | 17.     | [ 62 ] |
| Geraint Thomas                 | wyścig ze startu wspólnego (m) | DNF        | DNF     | [ 62 ] |
| Tao Geoghegan Hart             | wyścig ze startu wspólnego (m) | DNF        | DNF     | [ 62 ] |
| Geraint Thomas                 | jazda indywidualna na czas (m) | 57:46,61   | 12.     | [ 62 ] |
| Tao Geoghegan Hart             | jazda indywidualna na czas (m) | 1:01:44,81 | 29.     | [ 62 ] |
| Elizabeth Deignan              | wyścig ze startu wspólnego (k) | 3:54:31    | 11.     | [ 63 ] |
| Anna Shackley                  | wyścig ze startu wspólnego (k) |            |         | [ 63 ] |
| jazda indywidualna na czas (k) | 34:13,60                       | 18.        |         | [ 63 ] |

#### Kolarstwo torowe
Sprint
| Zawodnik                           | Konkurencja       | Kwalifikacje  | Kwalifikacje    | Runda 1          | Repasaże 1 Runda | Runda 2            | Repasaże 2 Runda | Runda 3         | Repasaże 3 Runda      | Ćwierćfinały    | Półfinały       | Finał                                | Finał   | Źródło |
| Zawodnik                           | Konkurencja       | Czas Prędkość | Przeciwnik Czas | Pozycja          | Przeciwnik Czas  | Przeciwnik Czas    | Przeciwnik Czas  | Przeciwnik Czas | Przeciwnik Czas       | Przeciwnik Czas | Przeciwnik Czas | Przeciwnik Czas                      | Pozycja | Źródło |
| ---------------------------------- | ----------------- | ------------- | --------------- | ---------------- | ---------------- | ------------------ | ---------------- | --------------- | --------------------- | --------------- | --------------- | ------------------------------------ | ------- | ------ |
| Jack Carlin                        | indywidualnie (m) | 9,306 77,369  | .               | Hart 9,829       | N/A              | Sahrom 9,884       | N/A              | Vigier 9,963    | N/A                   | Levy 2-0        | Lavreysen 0-2   | Dmitrijew 2-0                        | brąz    | [ 64 ] |
| Jason Kenny                        | indywidualnie (m) | 9,510 75,710  | 8.              | Awang 9,791      | N/A              | Wakimoto 9,916     | N/A              | Dmitrijew 9,904 | Awang Wakimoto 10,066 | Lavreysen 0-2   | NQ              | Levy Paul Vigier 10,758              | 8.      | [ 64 ] |
| Katy Marchant                      | indywidualnie (k) | 10,495 68,604 | 8.              | Kobayashi 11,134 | N/A              | Lee Wai Sze 10,970 | N/A              | Genest 10,935   | N/A                   | Lee Wai Sze 0-2 | NQ              | Friedrich Braspennincx Genest 10,916 | 7.      | [ 66 ] |
| Jack Carlin Ryan Owens Jason Kenny | drużynowo (m)     | 42,231        | 2.              | N/A              | N/A              | N/A                | N/A              | N/A             | N/A                   | N/A             | Niemcy · 41,829 | Holandia · 44,589                    | srebro  | [ 64 ] |

Keirin
| Zawodnik      | Konkurencja | Runda 1 | Repesaż | Ćwierćfinał | Półfinał | Finał   | Pozycja | Źródło |
| Zawodnik      | Konkurencja | Miejsce | Miejsce | Miejsce     | Miejsce  | Miejsce | Pozycja | Źródło |
| ------------- | ----------- | ------- | ------- | ----------- | -------- | ------- | ------- | ------ |
| Jack Carlin   | mężczyźni   | 1.      | N/A     | 2.          | 4.       | 2.      | 8.      | [ 64 ] |
| Jason Kenny   | mężczyźni   | 4.      | 1.      | 2.          | 1.       | 1.      | złoto   | [ 64 ] |
| Katy Marchant | kobiety     | DSQ     | 1.      | 5.          | NQ       | NQ      | NQ      | [ 66 ] |

Madison
| Zawodnik                    | Konkurencja | Punkty | Punkty  | Punkty  | Punkty  | Pozycja | Źródło |
| Zawodnik                    | Konkurencja | Sprint | Okr.pkt | Okr.pkt | Łącznie | Pozycja | Źródło |
| --------------------------- | ----------- | ------ | ------- | ------- | ------- | ------- | ------ |
| Zawodnik                    | Konkurencja | Sprint | +       | -       | Łącznie | Pozycja | Źródło |
| Ethan Hayter Matthew Walls  | mężczyźni   | 40     |         |         | 40      | srebro  | [ 64 ] |
| Katie Archibald Laura Kenny | kobiety     | 58     | 20      |         | 78      | złoto   | [ 66 ] |

Omnium
| Zawodnik      | Konkurencja | Scratch | Scratch | Wyścig tempowy | Wyścig tempowy   | Wyścig tempowy | Wyścig eliminacyjny | Wyścig eliminacyjny | Wyścig punktowy | Wyścig punktowy | Wyścig punktowy | Suma punktów | Pozycja | Źródło |
| Zawodnik      | Konkurencja | Miejsce | Punkty  | Miejsce        | Punkty wyścigowe | Punkty         | Miejsce             | Punkty              | Sprint          | Okrążenia       | Miejsce         | Suma punktów | Pozycja | Źródło |
| ------------- | ----------- | ------- | ------- | -------------- | ---------------- | -------------- | ------------------- | ------------------- | --------------- | --------------- | --------------- | ------------ | ------- | ------ |
| Laura Kenny   | kobiety     | 13.     | 16      | 1.             | 7                | 40             | 13.                 | 16                  | 24              |                 | 1.              | 96           | 6.      | [ 66 ] |
| Matthew Walls | mężczyźni   | 1.      | 40      | 3.             | 23               | 36             | 2.                  | 38                  | 19              | 20              | 2.              | 153          | złoto   | [ 64 ] |

Wyścig na dochodzenie drużynowy
| Zawodnik                                                          | Konkurencja | Kwalifikacje | Kwalifikacje | Pierwsza runda               | Pierwsza runda | Finał             | Finał  | Źródło |
| Zawodnik                                                          | Konkurencja | Czas         | M.           | Przeciwnik Wynik             | M.             | Przeciwnik Wynik  | M.     | Źródło |
| ----------------------------------------------------------------- | ----------- | ------------ | ------------ | ---------------------------- | -------------- | ----------------- | ------ | ------ |
| Ethan Hayter Edward Clancy Ethan Vernon Oliver Wood               | mężczyźni   | 3:47,507     | 5.           | Dania · 4:28,489             | 8.             | Szwajcaria        | 7.     | [ 64 ] |
| Katie Archibald Laura Kenny Josie Knight Elinor Barker Neah Evans | kobiety     | 4:09,022     | 2.           | Stany Zjednoczone · 4:07,562 | 2.             | Niemcy · 4:10,607 | srebro | [ 66 ] |

#### Kolarstwo górskie
| Zawodnik       | Konkurencja       | Czas    | Pozycja | Źródło |
| -------------- | ----------------- | ------- | ------- | ------ |
| Evie Richards  | cross-country (k) | 1:19:09 | 7.      | [ 68 ] |
| Thomas Pidcock | cross-country (m) | 1:25:14 | złoto   | [ 69 ] |

#### Kolarstwo BMX
Wyścig
| Zawodniczka   | Konkurencja | Ćwierćfinał | Ćwierćfinał | Półfinał | Półfinał | Finał  | Finał   | Pozycja | Źródło |
| Zawodniczka   | Konkurencja | Wynik       | Miejsce     | Wynik    | Miejsce  | Wynik  | Miejsce | Pozycja | Źródło |
| ------------- | ----------- | ----------- | ----------- | -------- | -------- | ------ | ------- | ------- | ------ |
| Beth Shriever | kobiety     | 5           | 1.          | 3        | 1.       | 44,358 | 1       | złoto   | [ 70 ] |
| Kye Whyte     | mężczyźni   | 9           | 1.          | 8        | 2.       | 39,167 | 2.      | srebro  | [ 71 ] |

Freestyle
| Zawodniczka           | Konkurencja        | Eliminacje | Eliminacje | Eliminacje | Eliminacje | Finał      | Finał      | Finał | Pozycja | Źródło |
| Zawodniczka           | Konkurencja        | Przejazd 1 | Przejazd 2 | Średnia    | Miejsce    | Przejazd 1 | Przejazd 2 | Wynik | Pozycja | Źródło |
| --------------------- | ------------------ | ---------- | ---------- | ---------- | ---------- | ---------- | ---------- | ----- | ------- | ------ |
| Charlotte Worthington | freestyle kobiety  | 81,80      | 81,20      | 81,50      | 4.         | 38,60      | 97,50      | 97,50 | złoto   | [ 72 ] |
| Declan Brooks         | freestyle mężczyzn | 74,30      | 79,20      | 76,75      | 7.         | 89,40      | 90,80      | 90,80 | brąz    | [ 73 ] |

### Lekkoatletyka
Konkurencje biegowe
| Zawodnik                                                                       | Konkurencja                 | Eliminacje | Eliminacje | Półfinał | Półfinał | Finał    | Finał   | Źródło  |
| Zawodnik                                                                       | Konkurencja                 | Wynik      | Miejsce    | Wynik    | Miejsce  | Wynik    | Miejsce | Źródło  |
| ------------------------------------------------------------------------------ | --------------------------- | ---------- | ---------- | -------- | -------- | -------- | ------- | ------- |
| Zharnel Hughes                                                                 | 100 m (m)                   | 10,04      | 3.         | 9,98     | 1.       | DSQ      | DSQ     | [ 74 ]  |
| Reece Prescod                                                                  | 100 m (m)                   | 10,12      | 5.         | DSQ      | DSQ      | NQ       | NQ      | [ 74 ]  |
| Chijindu Ujah                                                                  | 100 m (m)                   | 10,08      | 3.         | 10,11    | 5.       | NQ       | NQ      | [ 74 ]  |
| Adam Gemili                                                                    | 200 m (m)                   | 1:58,58    | 7.         | NQ       | NQ       | NQ       | NQ      | [ 75 ]  |
| Nethaneel Mitchell-Blake                                                       | 200 m (m)                   | 20,56      | 5.         | NQ       | NQ       | NQ       | NQ      | [ 75 ]  |
| Elliot Giles                                                                   | 800 m (m)                   | 1:44,49    | 3.         | 1:44,74  | 3.       | NQ       | NQ      | [ 76 ]  |
| Oliver Dustin                                                                  | 800 m (m)                   | 1:46,94    | 6.         | NQ       | NQ       | NQ       | NQ      | [ 76 ]  |
| Daniel Rowden                                                                  | 800 m (m)                   | 1:45,73    | 2.         | 1:44,35  | 5.       | NQ       | NQ      | [ 76 ]  |
| Josh Kerr                                                                      | 1500 m (m)                  | 3:26,29    | 7.         | 3:32,18  | 3.       | 3:29,05  | brąz    | [ 77 ]  |
| Jake Wightman                                                                  | 1500 m (m)                  | 3:41,18    | 3.         | 3:33,48  | 1.       | 3:35,09  | 10.     | [ 77 ]  |
| Jake Heyward                                                                   | 1500 m (m)                  | 3:36,14    | 1.         | 3:32,82  | 6.       | 3:34,43  | 9.      | [ 77 ]  |
| Marc Scott                                                                     | 5 000 m (m)                 | 13:39,61   | 6.         | N/A      | N/A      | NQ       | NQ      | [ 78 ]  |
| Andrew Butchart                                                                | 5 000 m (m)                 | 13:31,23   | 7.         | N/A      | N/A      | 13:09,97 | 11.     | [ 78 ]  |
| Marc Scott                                                                     | 10 000 m (m)                | N/A        | N/A        | N/A      | N/A      | 28:09,23 | 14.     | [ 79 ]  |
| Sam Atkin                                                                      | 10 000 m (m)                | N/A        | N/A        | N/A      | N/A      | DNF      | DNF     | [ 79 ]  |
| Andrew Pozzi                                                                   | 110 m przez płotki (m)      | 13,50      | 4.         | 13,32    | 4.       | 13,30    | 7.      | [ 80 ]  |
| David King                                                                     | 110 m przez płotki (m)      | 13,55      | 6.         | 13,67    | 7.       | NQ       | NQ      | [ 80 ]  |
| Phil Norman                                                                    | 3000 m z przeszkodami (m)   | 8:46,57    | 13.        | N/A      | N/A      | NQ       | NQ      | [ 81 ]  |
| Zak Seddon                                                                     | 3000 m z przeszkodami (m)   | 8:43,29    | 14.        | N/A      | N/A      | NQ       | NQ      | [ 81 ]  |
| Chris Thompson                                                                 | maraton (m)                 | N/A        | N/A        | N/A      | N/A      | 2:21,29  | 54.     | [ 82 ]  |
| Ben Connor                                                                     | maraton (m)                 | N/A        | N/A        | N/A      | N/A      | DNF      | DNF     | [ 82 ]  |
| Callum Hawkins                                                                 | maraton (m)                 | N/A        | N/A        | N/A      | N/A      | DNF      | DNF     | [ 82 ]  |
| Chijindu Ujah Zharnel Hughes Richard Kilty Nethaneel Mitchell-Blake            | sztafeta 4 × 100 m (m)      | 38,02      | DSQ        | N/A      | N/A      | 37,51    | DSQ     | [ 84 ]  |
| Cameron Chalmers Joe Brier Lee Thompson Michael Ohioze                         | sztafeta 4 × 400 m (m)      | 3:03,29    | 6.         | N/A      | N/A      | NQ       | NQ      | [ 85 ]  |
| Callum Wilkinson                                                               | chód na 20 km (m)           | N/A        | N/A        | N/A      | N/A      | 1:22:38  | 10.     | [ 86 ]  |
| Tom Bosworth                                                                   | chód na 20 km (m)           | N/A        | N/A        | N/A      | N/A      | 1:25:57  | 25.     | [ 86 ]  |
| Dina Asher-Smith                                                               | 100 m (k)                   | 11,07      | 2.         | 11,05    | 3.       | NQ       | NQ      | [ 87 ]  |
| Daryll Neita                                                                   | 100 m (k)                   | 10,96      | 2.         | 11,00    | 4.       | 11,112   | 8.      | [ 87 ]  |
| Asha Philip                                                                    | 100 m (k)                   | 11,31      | 2.         | 11,30    | 8.       | NQ       | NQ      | [ 87 ]  |
| Beth Dobbin                                                                    | 200 m (k)                   | 22,78 =    | 2.         | 22,85    | 5.       | NQ       | NQ      | [ 88 ]  |
| Jodie Williams                                                                 | 400 m (k)                   | 50,99      | 1.         | 49,97    | 2.       | 49,97    | 6.      | [ 89 ]  |
| Ama Pipi                                                                       | 400 m (k)                   | 51,17      | 4.         | 51,59    | 7.       | NQ       | NQ      | [ 89 ]  |
| Nicole Yeargin                                                                 | 400 m (k)                   | DSQ        | DSQ        | NQ       | NQ       | NQ       | NQ      | [ 89 ]  |
| Keely Hodgkinson                                                               | 800 m (k)                   | 2:01,59    | 2.         | 1:59,12  | 1.       | 1:55,88  | srebro  | [ 90 ]  |
| Alexandra Bell                                                                 | 800 m (k)                   | 2:00,96    | 4.         | 1:58,83  | 3.       | 1:57,66  | 7.      | [ 90 ]  |
| Jemma Reekie                                                                   | 800 m (k)                   | 1:59,97    | 1.         | 1:59,77  | 2.       | 1:56,90  | 4.      | [ 90 ]  |
| Laura Muir                                                                     | 1500 m (k)                  | 4:03,89    | 2.         | 4:00,73  | 2.       | 3:54,50  | srebro  | [ 91 ]  |
| Revée Walcott-Nolan                                                            | 1500 m (k)                  | 4:06,23    | 7.         | NQ       | NQ       | NQ       | NQ      | [ 91 ]  |
| Katie Snowden                                                                  | 1500 m (k)                  | 4:02,77    | 6.         | 4:02,93  | 9.       | NQ       | NQ      | [ 91 ]  |
| Amy-Eloise Markovc                                                             | 5000 m (k)                  | 15:03,22   | 9.         | N/A      | N/A      | NQ       | NQ      | [ 92 ]  |
| Jessica Judd                                                                   | 5000 m (k)                  | 15:009,47  | 13.        | N/A      | N/A      | NQ       | NQ      | [ 92 ]  |
| Eilish McColgan                                                                | 5000 m (k)                  | 15:09,68   | 10.        | N/A      | N/A      | NQ       | NQ      | [ 92 ]  |
| Eilish McColgan                                                                | 10 000 m (k)                | N/A        | N/A        | N/A      | N/A      | 31:04,46 | 9.      | [ 93 ]  |
| Jessica Judd                                                                   | 10 000 m (k)                | N/A        | N/A        | N/A      | N/A      | 31:56,80 | 17.     | [ 93 ]  |
| Cindy Sember                                                                   | 100 m przez płotki (k)      | 13,00      | 4.         | 12,76    | 7.       | NQ       | NQ      | [ 94 ]  |
| Tiffany Porter                                                                 | 100 m przez płotki (k)      | 12,85      | 4.         | 12,86    | 5.       | NQ       | NQ      | [ 94 ]  |
| Meghan Beesley                                                                 | 400 m przez płotki(k)       | 55,91      | 7.         | NQ       | NQ       | NQ       | NQ      | [ 95 ]  |
| Jessie Knight                                                                  | 400 m przez płotki(k)       | DNF        | DNF        | NQ       | NQ       | NQ       | NQ      | [ 95 ]  |
| Jessica Turner                                                                 | 400 m przez płotki(k)       | 56,83      | 4.         | 1:00,36  | 7.       | NQ       | NQ      | [ 95 ]  |
| Aimee Pratt                                                                    | 3000 m z przeszkodami (k)   | 9:47,56    | 11.        | N/A      | N/A      | NQ       | NQ      | [ 96 ]  |
| Elizabeth Bird                                                                 | 3000 m z przeszkodami (k)   | 9:24,34    | 5.         | N/A      | N/A      | 9:19,68  | 9.      | [ 96 ]  |
| Stephanie Davis                                                                | maraton (k)                 | N/A        | N/A        | N/A      | N/A      | 2:36:33  | 39.     | [ 97 ]  |
| Stephanie Twell                                                                | maraton (k)                 | N/A        | N/A        | N/A      | N/A      | 2:53:26  | 68.     | [ 97 ]  |
| Jess Piasecki                                                                  | maraton (k)                 | N/A        | N/A        | N/A      | N/A      | 2:55:39  | 71.     | [ 97 ]  |
| Asha Philip Imani Lansiquot Dina Asher-Smith Daryll Neita                      | sztafeta 4 × 100 m (k)      | 41,55      | 1.         | N/A      | N/A      | 41,88    | brąz    | [ 98 ]  |
| Emily Diamond Zoey Clark Laviai Nielsen Nicole Yeargin Ama Pipi Jodie Williams | sztafeta 4 × 400 m (k)      | 3:23,99    | 3.         | N/A      | N/A      | 3:22,59  | 5.      | [ 100 ] |
| Cameron Chalmers Zoey Clark Emily Diamond Lee Thompson                         | sztafeta mieszana 4 × 400 m | 3:11,95    | 5.         | N/A      | N/A      | 3:12,07  | 6.      | [ 101 ] |

Konkurencje techniczne
| Zawodnik        | Konkurencja        | Kwalifikacje | Kwalifikacje | Finał | Finał   | Źródło  |
| Zawodnik        | Konkurencja        | Wynik        | Miejsce      | Wynik | Miejsce | Źródło  |
| --------------- | ------------------ | ------------ | ------------ | ----- | ------- | ------- |
| Lawrence Okoye  | rzut dyskiem (m)   | NM           | –            | NQ    | NQ      | [ 102 ] |
| Scott Lincoln   | pchnięcie kulą (m) | 20,42        | 18.          | NQ    | NQ      | [ 103 ] |
| Ben Williams    | trójskok (m)       | 16,30        | 22.          | NQ    | NQ      | [ 104 ] |
| Nick Miller     | rzut młotem (m)    | 76,93        | 6.           | 78,15 | 6.      | [ 105 ] |
| Taylor Campbell | rzut młotem (m)    | 71,34        | 28.          | NQ    | NQ      | [ 105 ] |
| Tom Gale        | skok wzwyż (m)     | 2,28         | 13.          | 2,27  | 11.     | [ 106 ] |
| Harry Coppell   | skok o tyczce (m)  | 5,65         | 12.          | 5,80  | 7.      | [ 107 ] |
| Morgan Lake     | skok wzwyż (k)     | 1,95         | 7.           | DNS   | DNS     | [ 108 ] |
| Emily Borthwick | skok wzwyż (k)     | 1,93         | 16.          | NQ    | NQ      | [ 108 ] |
| Sophie McKinna  | pchnięcie kulą (k) | 17,81        | 16.          | NQ    | NQ      | [ 109 ] |
| Holly Bradshaw  | skok o tyczce (k)  | 4,55         | 1.           | 4,85  | brąz    | [ 110 ] |
| Abigail Irozuru | skok w dal (k)     | 6,75         | 8.           | 6,51  | 11.     | [ 111 ] |
| Jazmin Sawyers  | skok w dal (k)     | 6,62         | 11.          | 6,80  | 8.      | [ 111 ] |
| Lorraine Ugen   | skok w dal (k)     | 6,05         | 28.          | NQ    | NQ      | [ 111 ] |

Wieloboje
Siedmiobój
| Zawodnik                  | Konkurencja | 100 m | HJ   | SP    | 200 m | LJ  | JT  | 800 m | Razem | Pozycja | Źródło  |
| ------------------------- | ----------- | ----- | ---- | ----- | ----- | --- | --- | ----- | ----- | ------- | ------- |
| Katarina Johnson-Thompson | Rezultat    | 13,27 | 1,86 | 13,31 | DSQ   | DNS | DNS | DNS   | DNF   | DNF     | [ 112 ] |
| Katarina Johnson-Thompson | Punkty      | 1084  | 1054 | 748   | 0     | DNS | DNS | DNS   | DNF   | DNF     | [ 112 ] |

### Łucznictwo
| Zawodnik                                  | Konkurencja       | Runda rankingowa | Runda rankingowa | 1/64              | 1/32             | 1/16             | 1/8                         | Ćwierćfinały           | Półfinały        | Finał            | Finał   | Źródło                  |
| Zawodnik                                  | Konkurencja       | Wynik            | Miejsce          | Przeciwnik Wynik  | Przeciwnik Wynik | Przeciwnik Wynik | Przeciwnik Wynik            | Przeciwnik Wynik       | Przeciwnik Wynik | Przeciwnik Wynik | Pozycja | Źródło                  |
| ----------------------------------------- | ----------------- | ---------------- | ---------------- | ----------------- | ---------------- | ---------------- | --------------------------- | ---------------------- | ---------------- | ---------------- | ------- | ----------------------- |
| Patrick Huston                            | indywidualnie (m) | 658              | 25.              | D’Almeida P 1-7   | NQ               | NQ               | NQ                          | NQ                     | NQ               | NQ               | 33.     | [ 113 ] [ 114 ] [ 115 ] |
| James Woodgate                            | indywidualnie (m) | 652              | 38.              | Abdullin P 3-7    | NQ               | NQ               | NQ                          | NQ                     | NQ               | NQ               | 33.     | [ 113 ] [ 114 ] [ 115 ] |
| Tom Hall                                  | indywidualnie (m) | 649              | 48.              | Shana P 3-7       | NQ               | NQ               | NQ                          | NQ                     | NQ               | NQ               | 33.     | [ 113 ] [ 114 ] [ 115 ] |
| Sarah Bettles                             | indywidualnie (k) | 653              | 15.              | Giraldo P 0-6     | NQ               | NQ               | NQ                          | NQ                     | NQ               | NQ               | 33.     | [ 116 ] [ 117 ] [ 118 ] |
| Bryony Pitman                             | indywidualnie (k) | 634              | 38.              | Tan Ya-ting W 6-4 | Román W 6-2      | Osipowa P 0-6    | NQ                          | NQ                     | NQ               | NQ               | 9.      | [ 116 ] [ 117 ] [ 118 ] |
| Naomi Folkard                             | indywidualnie (k) | 629              | 47.              | Wu Jiaxin P 2-6   | NQ               | NQ               | NQ                          | NQ                     | NQ               | NQ               | 33.     | [ 116 ] [ 117 ] [ 118 ] |
| Patrick Huston James Woodgate Tom Hall    | drużynowo (m)     | 1959             | 10.              | N/A               | N/A              | N/A              | Indonezja · W 6-0           | Holandia · P 3-5       | NQ               | NQ               | 5.      | [ 119 ] [ 120 ]         |
| Sarah Bettles Bryony Pitman Naomi Folkard | drużynowo (k)     | 1916             | 9.               | N/A               | N/A              | N/A              | Włochy · P 3-5              | NQ                     | NQ               | NQ               | 9.      | [ 121 ] [ 122 ]         |
| Patrick Huston Sarah Bettles              | mikst             | 1311             | 12.              | N/A               | N/A              | N/A              | Wang Dapeng Wu Jiaxin W 5-3 | Álvarez Valencia P 0-6 | NQ               | NQ               | 8.      | [ 123 ] [ 124 ]         |

### Pięciobój nowoczesny
| Zawodnik    | Konkurencja | Szermierka      | Szermierka | Szermierka | Pływanie | Pływanie | Pływanie | Jazda konna | Jazda konna | Kombinacja: strzelanie/bieg przełajowy | Kombinacja: strzelanie/bieg przełajowy | Kombinacja: strzelanie/bieg przełajowy | Suma punktów | Pozycja | Źródło  |
| Zawodnik    | Konkurencja | Wynik (wygrane) | M.         | Punkty     | Czas     | M.       | Punkty   | M.          | Punkty      | Czas                                   | M.                                     | Punkty                                 | Suma punktów | Pozycja | Źródło  |
| ----------- | ----------- | --------------- | ---------- | ---------- | -------- | -------- | -------- | ----------- | ----------- | -------------------------------------- | -------------------------------------- | -------------------------------------- | ------------ | ------- | ------- |
| Kate French | kobiety     | 20              | 7.         | 221        | 2:10,18  | 8.       | 290      | 4.          | 294         | 12:00,34                               | 5.                                     | 580                                    | 1385         | złoto   | [ 125 ] |
| Jo Muir     | kobiety     | 13              | 33.        | 179        | 2:14,52  | 15.      | 281      | 7.          | 293         | 12:15,13                               | 9.                                     | 565                                    | 1318         | 14.     | [ 125 ] |
| Joe Choong  | mężczyźni   | 25              | 1.         | 252        | 1:54,87  | 3.       | 321      | 14.         | 286         | 11:17,53                               | 15.                                    | 623                                    | 1482         | złoto   | [ 126 ] |
| James Cooke | mężczyźni   | 18              | 17.        | 208        | 1:53,80  | 2.       | 323      | 8.          | 293         | 11:12,30                               | 14.                                    | 628                                    | 1452         | 9.      | [ 126 ] |

### Piłka nożna
Turniej kobiet
- Reprezentacja kobiet

| - Ellie Roebuck - Lucy Bronze - Demi Stokes - Keira Walsh - Steph Houghton - Sophie Ingle - Nikita Parris - Kim Little - Ellen White - Fran Kirby - Caroline Weir |  | - Rachel Daly - Carly Telford - Millie Bright - Lauren Hemp - Leah Williamson - Georgia Stanway - Jill Scott - Niamh Charles - Ella Toone - Lotte Wubben-Moy - Sandy MacIver |

| Drużyna         | Konkurencja    | Faza grupowa     | Faza grupowa     | Faza grupowa     | Faza grupowa | Ćwierćfinały     | Półfinały        | Finał mecz o 3. miejsce | Pozycja | Źródło  |
| Drużyna         | Konkurencja    | Przeciwnik Wynik | Przeciwnik Wynik | Przeciwnik Wynik | Pozycja      | Przeciwnik Wynik | Przeciwnik Wynik | Przeciwnik Wynik        | Pozycja | Źródło  |
| --------------- | -------------- | ---------------- | ---------------- | ---------------- | ------------ | ---------------- | ---------------- | ----------------------- | ------- | ------- |
| Wielka Brytania | turniej kobiet | Chile 2:0        | Japonia 1:0      | Kanada 1:1       | 1.           | Australia 3:4    | NQ               | NQ                      | 7.      | [ 127 ] |

### Pływanie
| Zawodnik                                                         | Konkurencja                          | Eliminacje | Eliminacje | Półfinał | Półfinał | Finał     | Finał   | Źródło                  |
| Zawodnik                                                         | Konkurencja                          | Czas       | Miejsce    | Czas     | Miejsce  | Czas      | Miejsce | Źródło                  |
| ---------------------------------------------------------------- | ------------------------------------ | ---------- | ---------- | -------- | -------- | --------- | ------- | ----------------------- |
| Benjamin Proud                                                   | 50 m dowolnym (m)                    | 21,93      | 13.        | 21,67    | 5.       | 21,72     | 5.      | [ 128 ] [ 129 ] [ 130 ] |
| Jacob Whittle                                                    | 100 m dowolnym (m)                   | 48,44      | 16.        | 48,11    | 13.      | NQ        | NQ      | [ 131 ] [ 132 ] [ 133 ] |
| Matthew Richards                                                 | 100 m dowolnym (m)                   | DNS        | DNS        | DNS      | DNS      | DNS       | DNS     | [ 131 ] [ 132 ] [ 133 ] |
| Thomas Dean                                                      | 200 m dowolnym (m)                   | 1:45,24    | 3.         | 1:45,34  | 4.       | 1:44,22   | złoto   | [ 134 ] [ 135 ] [ 136 ] |
| Duncan Scott                                                     | 200 m dowolnym (m)                   | 1:45,37    | 5.         | 1:44,60  | 1.       | 1:44,26   | srebro  | [ 134 ] [ 135 ] [ 136 ] |
| Kieran Bird                                                      | 400 m dowolnym (m)                   | 3:48,55    | 20.        | N/A      | N/A      | NQ        | NQ      | [ 137 ] [ 138 ]         |
| Kieran Bird                                                      | 800 m dowolnym (m)                   | 7:57,53    | 25.        | N/A      | N/A      | NQ        | NQ      | [ 139 ] [ 140 ]         |
| Daniel Jervis                                                    | 1500 m dowolnym (m)                  | 14:50,22   | 5.         | N/A      | N/A      | 14:55,48  | 5.      | [ 141 ] [ 142 ]         |
| Luke Greenbank                                                   | 100 m grzbietowym (m)                | 53,79      | 17.        | NQ       | NQ       | NQ        | NQ      | [ 143 ] [ 144 ] [ 145 ] |
| Luke Greenbank                                                   | 200 m grzbietowym (m)                | 1:54,63    | 1.         | 1:54,98  | 1.       | 1:54,72   | brąz    | [ 146 ] [ 147 ] [ 148 ] |
| Brodie Williams                                                  | 200 m grzbietowym (m)                | 1:57,48    | 12.        | 1:57,73  | 15.      | NQ        | NQ      |                         |
| Adam Peaty                                                       | 100 m klasycznym (m)                 | 57,56      | 1.         | 57,63    | 1.       | 57,37     | złoto   | [ 149 ] [ 150 ] [ 151 ] |
| James Wilby                                                      | 100 m klasycznym (m)                 | 58,99      | 6.         | 59,00    | 6.       | 58,96     | 5.      | [ 149 ] [ 150 ] [ 151 ] |
| James Wilby                                                      | 200 m klasycznym (m)                 | 2:09,70    | 15.        | 2:07,91  | 2.       | 2:08,19   | 6.      | [ 152 ] [ 153 ] [ 154 ] |
| Ross Murdoch                                                     | 200 m klasycznym (m)                 | 2:09,95    | 16.        | 2:09,97  | 12.      | NQ        | NQ      | [ 152 ] [ 153 ] [ 154 ] |
| Jacob Peters                                                     | 100 m motylkowym (m)                 | 52,07      | 24.        | NQ       | NQ       | NQ        | NQ      | [ 155 ] [ 156 ] [ 157 ] |
| James Guy                                                        | 100 m motylkowym (m)                 | DNS        | DNS        | DNS      | DNS      | DNS       | DNS     | [ 155 ] [ 156 ] [ 157 ] |
| Duncan Scott                                                     | 200 m zmiennym (m)                   | 1:57,39    | 5.         | 1:56,69  | 2.       | 1:55,28   | srebro  | [ 158 ] [ 159 ] [ 160 ] |
| Joe Litchfield                                                   | 200 m zmiennym (m)                   | 2:00,11    | 34.        | NQ       | NQ       | NQ        | NQ      | [ 158 ] [ 159 ] [ 160 ] |
| Max Litchfield                                                   | 400 m zmiennym (m)                   | 4:10,20    | 8.         | N/A      | N/A      | 4:10,59   | 4.      | [ 161 ] [ 162 ]         |
| Brodie Williams                                                  | 400 m zmiennym (m)                   | 4:17,27    | 21.        | N/A      | N/A      | NQ        | NQ      | [ 161 ] [ 162 ]         |
| Hector Pardoe                                                    | 10 km (m)                            | N/A        | N/A        | N/A      | N/A      | DNF       | DNF     | [ 163 ]                 |
| Matthew Richards James Guy Joe Litchfield Jacob Whittle          | sztafeta 4 × 100 m dowolnym (m)      | 3:13,17    | 9.         | N/A      | N/A      | NQ        | NQ      | [ 164 ] [ 165 ]         |
| Matthew Richards James Guy Calum Jarvis Thomas Dean Duncan Scott | sztafeta 4 × 200 m dowolnym (m)      | 7:03,25    | 1.         | N/A      | N/A      | 6:58,58   | złoto   | [ 167 ] [ 168 ]         |
| Luke Greenbank James Wilby James Guy Duncan Scott Adam Peaty     | sztafeta 4 × 100 m zmiennym (m)      | 3:31,47    | 2.         | N/A      | N/A      | 3:27,51   | srebro  | [ 169 ] [ 170 ]         |
| Anna Hopkin                                                      | 50 m dowolnym (k)                    | DNS        | DNS        | DNS      | DNS      | DNS       | DNS     | [ 171 ] [ 172 ] [ 173 ] |
| Anna Hopkin                                                      | 100 m dowolnym (k)                   | 52,75      | 3.         | 53,11    | 8.       | 52,83     | 7.      | [ 174 ] [ 175 ] [ 176 ] |
| Freya Anderson                                                   | 100 m dowolnym (k)                   | 53,61      | 14.        | 53,53    | 11.      | NQ        | NQ      | [ 174 ] [ 175 ] [ 176 ] |
| Freya Anderson                                                   | 200 m dowolnym (k)                   | 1:56,96    | 11.        | 1:57,10  | 12.      | NQ        | NQ      | [ 177 ] [ 178 ] [ 179 ] |
| Kathleen Dawson                                                  | 100 m grzbietowym (k)                | 58,69      | 4.         | 58,56    | 3.       | 58,70     | 6.      | [ 180 ] [ 181 ] [ 182 ] |
| Cassie Wild                                                      | 100 m grzbietowym (k)                | 59,99      | 14.        | 1:00,20  | 14.      | NQ        | NQ      | [ 180 ] [ 181 ] [ 182 ] |
| Cassie Wild                                                      | 200 m grzbietowym (k)                | 2:12,93    | 21.        | NQ       | NQ       | NQ        | NQ      | [ 183 ] [ 184 ] [ 185 ] |
| Sarah Vasey                                                      | 100 m klasycznym (k)                 | 1:06,61    | 11.        | 1:06,87  | 11.      | NQ        | NQ      | [ 186 ] [ 187 ] [ 188 ] |
| Molly Renshaw                                                    | 200 m klasycznym (k)                 | 2:22,99    | 6.         | 2:22,70  | 5.       | 2:22,65   | 6.      | [ 189 ] [ 190 ] [ 191 ] |
| Abbie Wood                                                       | 200 m klasycznym (k)                 | 2:24,13    | 15.        | 2:22,35  | 6.       | 2:23,72   | 7.      | [ 189 ] [ 190 ] [ 191 ] |
| Harriet Jones                                                    | 100 m motylkowym (k)                 | 58,73      | 21.        | NQ       | NQ       | NQ        | NQ      | [ 192 ] [ 193 ] [ 194 ] |
| Laura Stephens                                                   | 200 m motylkowym (k)                 | 2:09,00    | 7.         | 2:09,49  | 10.      | NQ        | NQ      | [ 195 ] [ 196 ] [ 197 ] |
| Alys Thomas                                                      | 200 m motylkowym (k)                 | 2:09,06    | 8.         | 2:09,07  | 8.       | 2:07,90   | 7.      | [ 195 ] [ 196 ] [ 197 ] |
| Abbie Wood                                                       | 200 m zmiennym (k)                   | 2:09,94    | 3.         | 2:09,56  | 2.       | 2:09,15   | 4.      | [ 198 ] [ 199 ] [ 200 ] |
| Alicia Wilson                                                    | 200 m zmiennym (k)                   | 2:10,39    | 9.         | 2:10,59  | 8.       | 2:12,86   | 8.      | [ 198 ] [ 199 ] [ 200 ] |
| Aimee Willmott                                                   | 400 m zmiennym (k)                   | 4:35,28    | 2.         | N/A      | N/A      | 4:38,30   | 7.      | [ 201 ] [ 202 ]         |
| Alice Dearing                                                    | 10 km (k)                            | N/A        | N/A        | N/A      | N/A      | 2:05:03,2 | 19.     | [ 203 ]                 |
| Lucy Hope Anna Hopkin Abbie Wood Freya Anderson                  | sztafeta 4 × 100 m dowolnym (k)      | 3:34,03    | 4.         | N/A      | N/A      | 3:33,96   | 5.      | [ 204 ] [ 205 ]         |
| Cassie Wild Sarah Vasey Harriet Jones Freya Anderson             | sztafeta 4 × 100 m zmiennym (k)      | 3:58,12    | 9.         | N/A      | N/A      | NQ        | NQ      | [ 206 ] [ 207 ]         |
| Kathleen Dawson Adam Peaty James Guy Freya Anderson Anna Hopkin  | sztafeta mieszana 4 × 100 m zmiennym | 3:38,75 ,  | 1.         | N/A      | N/A      | 3:37,58   | złoto   | [ 208 ] [ 209 ]         |

### Pływanie synchroniczne
| Zawodnik                      | Konkurencja | Eliminacje       | Eliminacje    | Eliminacje | Eliminacje | Finał            | Finał         | Finał  | Finał   | Źródło                  |
| Zawodnik                      | Konkurencja | Runda techniczna | Runda dowolna | Razem      | Miejsce    | Runda techniczna | Runda dowolna | Razem  | Miejsce | Źródło                  |
| Zawodnik                      | Konkurencja | Punkty           | Punkty        | Punkty     | Miejsce    | Punkty           | Punkty        | Punkty | Miejsce | Źródło                  |
| ----------------------------- | ----------- | ---------------- | ------------- | ---------- | ---------- | ---------------- | ------------- | ------ | ------- | ----------------------- |
| Kate Shortman Isabelle Thorpe | Duety       | 84,7333          | 85,1548       | 169,8881   | 14.        | NQ               | NQ            | NQ     | NQ      | [ 210 ] [ 211 ] [ 212 ] |

### Podnoszenie ciężarów
| Zawodnik       | Konkurencja   | Rwanie | Rwanie  | Podrzut | Podrzut | Razem  | Pozycja | Źródło  |
| Zawodnik       | Konkurencja   | Wynik  | Pozycja | Wynik   | Pozycja | Razem  | Pozycja | Źródło  |
| -------------- | ------------- | ------ | ------- | ------- | ------- | ------ | ------- | ------- |
| Zoe Smith      | -59 kg kobiet | 87 kg  | 10.     | 113 kg  | 6.      | 200 kg | 8.      | [ 213 ] |
| Sarah Davies   | -64 kg kobiet | 100 kg | 10.     | 127 kg  | 4.      | 227 kg | 5.      | [ 213 ] |
| Emily Muskett  | -76 kg kobiet | 98 kg  | 9.      | 124 kg  | 8.      | 222 kg | 7.      | [ 213 ] |
| Emily Campbell | +87 kg kobiet | 122 kg | 4.      | 161 kg  | 2.      | 283 kg | srebro  | [ 213 ] |

### Rugby 7
Turniej kobiet
- Reprezentacja kobiet

| - Celia Quansah - Deborah Fleming - Alex Matthews - Abbie Brown - Abi Burton - Holly Aitchison - Natasha Hunt |  | - Megan Jones - Helena Rowland - Hannah Smith - Emma Uren - Jasmine Joyce - Lisa Thomson |

| Drużyna         | Konkurencja | Faza grupowa                      | Faza grupowa        | Faza grupowa     | Faza grupowa | Ćwierćfinały            | Półfinały        | Finał/Mecz 3. miejsce | Pozycja | Źródło          |
| Drużyna         | Konkurencja | Przeciwnik Wynik                  | Przeciwnik Wynik    | Przeciwnik Wynik | Pozycja      | Przeciwnik Wynik        | Przeciwnik Wynik | Przeciwnik Wynik      | Pozycja | Źródło          |
| --------------- | ----------- | --------------------------------- | ------------------- | ---------------- | ------------ | ----------------------- | ---------------- | --------------------- | ------- | --------------- |
| Wielka Brytania | kobiety     | Rosyjski Komitet Olimpijski 14:12 | Nowa Zelandia 21:26 | Kenia 31:0       | 2.           | Stany Zjednoczone 21:12 | Francja 19:26    | Fidżi 12:21           | 4.      | [ 214 ] [ 215 ] |

Turniej mężczyzn
Reprezentacja mężczyzn
| - Alec Coombes - Ben Harris - Ethan Waddleton - Ross McCann - Alex Davis - Tom Mitchell - Ollie Lindsay-Hague |  | - Robbie Fergusson - Dan Bibby - Harry Glover - Max McFarland - Dan Norton - Tom Bowen |

| Drużyna         | Konkurencja | Faza grupowa     | Faza grupowa     | Faza grupowa     | Faza grupowa | Ćwierćfinały            | Półfinały          | Finał/Mecz 3. miejsce | Pozycja | Źródło          |
| Drużyna         | Konkurencja | Przeciwnik Wynik | Przeciwnik Wynik | Przeciwnik Wynik | Pozycja      | Przeciwnik Wynik        | Przeciwnik Wynik   | Przeciwnik Wynik      | Pozycja | Źródło          |
| --------------- | ----------- | ---------------- | ---------------- | ---------------- | ------------ | ----------------------- | ------------------ | --------------------- | ------- | --------------- |
| Wielka Brytania | mężczyźni   | Kanada 24:0      | Japonia 34:0     | Fidżi 7:33       | 2.           | Stany Zjednoczone 26:21 | Nowa Zelandia 7:29 | Argentyna 12:17       | 4.      | [ 216 ] [ 217 ] |

### Skateboarding
| Zawodnik        | Konkurencja | Eliminacje | Eliminacje | Eliminacje | Eliminacje | Finał | Finał | Finał | Pozycja | Źródło  |
| Zawodnik        | Konkurencja | 1          | 2          | 3          | Wynik      | 1     | 2     | 3     | Pozycja | Źródło  |
| --------------- | ----------- | ---------- | ---------- | ---------- | ---------- | ----- | ----- | ----- | ------- | ------- |
| Sky Brown       | park (k)    | 55,26      | 57,40      | 40,03      | 57,40      | 47,53 | 47,37 | 56,47 | brąz    | [ 218 ] |
| Bombette Martin | park (k)    | 14,40      | 16,21      | 14,31      | 16,21      | NQ    | NQ    | NQ    | 18.     | [ 218 ] |

### Skoki do wody
| Zawodniczka                    | Konkurencja                       | Preeliminacje | Preeliminacje | Półfinał | Półfinał | Finał  | Finał   | Źródło                  |
| Zawodniczka                    | Konkurencja                       | Punkty        | Miejsce       | Punkty   | Miejsce  | Punkty | Miejsce | Źródło                  |
| ------------------------------ | --------------------------------- | ------------- | ------------- | -------- | -------- | ------ | ------- | ----------------------- |
| Jack Laugher                   | trampolina 3 m indywidualnie (m)  | 445,05        | 6.            | 514,75   | 3.       | 518,00 | brąz    | [ 219 ] [ 220 ] [ 221 ] |
| James Heatly                   | trampolina 3 m indywidualnie (m)  | 458,80        | 4.            | 454,85   | 4.       | 411,00 | 9.      | [ 219 ] [ 220 ] [ 221 ] |
| Tom Daley                      | wieża 10 m indywidualnie (m)      | 453,70        | 4.            | 462,90   | 4.       | 548,25 | brąz    | [ 222 ] [ 223 ] [ 224 ] |
| Noah Williams                  | wieża 10 m indywidualnie (m)      | 309,55        | 27.           | NQ       | NQ       | NQ     | NQ      | [ 222 ] [ 223 ] [ 224 ] |
| Jack Laugher Daniel Goodfellow | trampolina 3 m synchronicznie (m) | N/A           | N/A           | N/A      | N/A      | 382,80 | 7.      | [ 225 ]                 |
| Tom Daley Matty Lee            | wieża 10 m synchronicznie (m)     | N/A           | N/A           | N/A      | N/A      | 471,81 | złoto   | [ 226 ]                 |
| Grace Reid                     | trampolina 3 m indywidualnie (k)  | 268,15        | 19.           | NQ       | NQ       | NQ     | NQ      | [ 227 ] [ 228 ] [ 229 ] |
| Scarlett Mew Jensen            | trampolina 3 m indywidualnie (k)  | 243,25        | 22.           | NQ       | NQ       | NQ     | NQ      | [ 227 ] [ 228 ] [ 229 ] |
| Andrea Spendolini-Sirieix      | wieża 10 m indywidualnie (k)      | 307,10        | 10.           | 314,00   | 8.       | 305,50 | 7.      | [ 230 ] [ 231 ] [ 232 ] |
| Lois Toulson                   | wieża 10 m indywidualnie (k)      | 314,00        | 7.            | 311,30   | 9.       | 289,60 | 9.      | [ 230 ] [ 231 ] [ 232 ] |
| Katherine Torrance Grace Reid  | trampolina 3 m synchronicznie (k) | N/A           | N/A           | N/A      | N/A      | 269,10 | 6.      | [ 233 ]                 |
| Eden Cheng Lois Toulson        | wieża 10 m synchronicznie (k)     | N/A           | N/A           | N/A      | N/A      | 289,26 | 7.      | [ 234 ]                 |

### Strzelectwo
| Zawodnik                             | Konkurencja                         | Kwalifikacje | Kwalifikacje | Finał | Finał   | Źródło                  |
| Zawodnik                             | Konkurencja                         | Wynik        | Pozycja      | Wynik | Pozycja | Źródło                  |
| ------------------------------------ | ----------------------------------- | ------------ | ------------ | ----- | ------- | ----------------------- |
| Seonaid McIntosh                     | karabin pneumatyczny (k)            | 627,2        | 12.          | NQ    | NQ      | [ 235 ] [ 236 ]         |
| Seonaid McIntosh                     | karabin małokalibrowy 3 postawy (k) | 1167-55x     | 14.          | NQ    | NQ      | [ 237 ] [ 238 ]         |
| Kirsty Barr                          | trap (k)                            | 116          | 16.          | NQ    | NQ      | [ 239 ] [ 240 ]         |
| Amber Hill                           | skeet (k)                           | DNS          | DNS          | DNS   | DNS     | [ 241 ] [ 242 ]         |
| Matthew Coward-Holley                | trap (m)                            | 123+21       | 2.           | 33    | brąz    | [ 243 ] [ 244 ]         |
| Aaron Heading                        | trap (m)                            | 119          | 23.          | NQ    | NQ      | [ 243 ] [ 244 ]         |
| Kirsty Hegarty Matthew Coward-Holley | trap mikst                          | 143          | 10.          | NQ    | NQ      | [ 245 ] [ 246 ] [ 247 ] |

### Szermierka
| Zawodnik        | Konkurencja              | 1/32             | 1/16             | 1/8              | Ćwierćfinały     | Półfinały        | Finał/o 3. miejsce | Finał/o 3. miejsce | Źródło  |
| Zawodnik        | Konkurencja              | Przeciwnik Wynik | Przeciwnik Wynik | Przeciwnik Wynik | Przeciwnik Wynik | Przeciwnik Wynik | Przeciwnik Wynik   | Pozycja            | Źródło  |
| --------------- | ------------------------ | ---------------- | ---------------- | ---------------- | ---------------- | ---------------- | ------------------ | ------------------ | ------- |
| Marcus Mepstead | floret indywidualnie (m) | Bye              | Hamza P 13-15    | NQ               | NQ               | NQ               | NQ                 | 20.                | [ 248 ] |

### Taekwondo
| Zawodnik        | Konkurencja     | 1/8              | Ćwierćfinał      | Półfinał           | Repesaż          | Finał/3.miejsce  | Finał/3.miejsce | Źródło  |
| Zawodnik        | Konkurencja     | Przeciwnik Wynik | Przeciwnik Wynik | Przeciwnik Wynik   | Przeciwnik Wynik | Przeciwnik Wynik | Pozycja         | Źródło  |
| --------------- | --------------- | ---------------- | ---------------- | ------------------ | ---------------- | ---------------- | --------------- | ------- |
| Bradly Sinden   | -68 kg mężczyzn | Burns W 53-8     | Reçber W 39-19   | Zhao Shuai W 33-25 | N/A              | Rashitov P 29-34 | srebro          | [ 249 ] |
| Mahama Cho      | +80 kg mężczyzn | Sun Hongyi P 4-7 | NQ               | NQ                 | NQ               | NQ               | 11.             | [ 250 ] |
| Jade Jones      | -57 kg kobiet   | Alizadeh P 12-16 | NQ               | NQ                 | NQ               | NQ               | 11.             | [ 251 ] |
| Lauren Williams | -67 kg kobiet   | Paseka W RSC     | Wahba W 13-12    | Gbagbi W 24-18     | NQ               | Jelić P 22-25    | srebro          | [ 252 ] |
| Bianca Walkden  | +67 kg kobiet   | Oogink W         | Deniz W 17-7     | Lee Da-bin P 24-25 | N/A              | Kowalczuk W 7-3  | brąz            | [ 253 ] |

### Tenis stołowy
| Zawodnik       | Konkurencja        | Eliminacje       | Runda 1          | Runda 2          | Runda 3            | 1/8 finału       | Ćwierćfinały     | Półfinały        | Finał            | Finał   | Źródło  |
| Zawodnik       | Konkurencja        | Przeciwnik Wynik | Przeciwnik Wynik | Przeciwnik Wynik | Przeciwnik Wynik   | Przeciwnik Wynik | Przeciwnik Wynik | Przeciwnik Wynik | Przeciwnik Wynik | Pozycja | Źródło  |
| -------------- | ------------------ | ---------------- | ---------------- | ---------------- | ------------------ | ---------------- | ---------------- | ---------------- | ---------------- | ------- | ------- |
| Liam Pitchford | gra pojedyncza (m) | N/A              | N/A              | N/A              | Jorgić P 2-4       | NQ               | NQ               | NQ               | NQ               | 17.     | [ 254 ] |
| Paul Drinkhall | gra pojedyncza (m) | N/A              | Alamian W 4-1    | Gardos W 4-1     | Jang Woo-jin P 1-4 | NQ               | NQ               | NQ               | NQ               | 17.     | [ 254 ] |
| Tin-Tin Ho     | gra pojedyncza (k) | N/A              | Batra P 0-4      | NQ               | NQ                 | NQ               | NQ               | NQ               | NQ               | 49.     | [ 255 ] |

### Tenis ziemny
| Zawodnik                  | Konkurencja | Pierwsza runda                  | Druga runda                              | Trzecia runda                        | Ćwierćfinały                       | Półfinały        | Finał            | Finał   | Źródło  |
| Zawodnik                  | Konkurencja | Przeciwnik Wynik                | Przeciwnik Wynik                         | Przeciwnik Wynik                     | Przeciwnik Wynik                   | Przeciwnik Wynik | Przeciwnik Wynik | Pozycja | Źródło  |
| ------------------------- | ----------- | ------------------------------- | ---------------------------------------- | ------------------------------------ | ---------------------------------- | ---------------- | ---------------- | ------- | ------- |
| Liam Broady               | singiel (m) | Cerúndolo W 2-1 (7:5, 6:7, 6:2) | Hurkacz W 1-2 (7:5, 3:6, 6:3)            | Chardy P 1-2 (6:7, 6:4, 1:6)         | NQ                                 | NQ               | NQ               | 9.      | [ 256 ] |
| Jamie Murray Neal Skupski | debel (m)   | N/A                             | Molteni Zeballos W 2-1 (6:7, 6:4, 13:11) | McLachlan Nishikori P 0-2 (3:6, 4:6) | NQ                                 | NQ               | NQ               | 17.     | [ 257 ] |
| Andy Murray Joe Salisbury | debel (m)   | N/A                             | Herbert Mahut W 2-0 (6:3, 6:2)           | Krawietz Pütz W 2-0 (6:2, 7:6)       | Čilić Dodig P 1-2 (6:4, 6:7, 7:10) | NQ               | NQ               | 9.      | [ 257 ] |
| Heather Watson            | singiel (k) | Friedsam P 0-2 (6:7, 3:6)       | NQ                                       | NQ                                   | NQ                                 | NQ               | NQ               | 33.     | [ 258 ] |

### Triathlon
| Zawodnik                                                          | Konkurencja | Pływanie                | Zmiana 1            | Jazda na rowerze        | Zmiana 2            | Bieg                    | Czas    | Pozycja | Źródło  |
| ----------------------------------------------------------------- | ----------- | ----------------------- | ------------------- | ----------------------- | ------------------- | ----------------------- | ------- | ------- | ------- |
| Georgia Taylor-Brown                                              | kobiety     | 18:31                   | 0:42                | 1:03:11                 | 0:34                | 33:52                   | 1:56:50 | srebro  | [ 259 ] |
| Jessica Learmonth                                                 | kobiety     | 18:24                   | 0:43                | 1:02:56                 | 0:34                | 35:51                   | 1:58:28 | 9.      | [ 259 ] |
| Vicky Holland                                                     | kobiety     | 19:12                   | 0:43                | 1:05:24                 | 0:31                | 34:20                   | 2:00:10 | 13.     | [ 259 ] |
| Alex Yee                                                          | mężczyźni   | 18:09                   | 0:38                | 56:17                   | 0:27                | 29:44                   | 1:45:15 | srebro  | [ 260 ] |
| Jonathan Brownlee                                                 | mężczyźni   | 17:49                   | 0:38                | 56:38                   | 0:26                | 30:22                   | 1:45:53 | 5.      | [ 260 ] |
| Jessica Learmonth Jonathan Brownlee Georgia Taylor-Brown Alex Yee | sztafeta    | 03:40 04:02 04:25 04:08 | 0:40 0:36 0:38 0:36 | 10:15 09:35 10:16 08:51 | 0:27 0:25 0:30 0:25 | 06:14 05:25 06:07 05:28 | 1:23:41 | złoto   | [ 261 ] |

### Wioślarstwo
| Zawodnik | Konkurencja | Eliminacje | Eliminacje | Repesaż | Repesaż | Ćwierćfinały | Ćwierćfinały | Półfinały | Półfinały       | Finał   | Finał      | Miejsce | Źródło  |
| Zawodnik | Konkurencja | Czas       | M.         | Czas    | M.      | Czas         | M.           | Czas      | M.              | Czas    | M.         | Miejsce | Źródło  |
| --- | ----------- | ---------- | ---------- | ------- | ------- | ------------ | ------------ | --------- | --------------- | ------- | ---------- | ------- | ------- |
| Graeme Thomas John Collins | M2x         | 6:12,80    | 2.         | N/A     | N/A     | N/A          | N/A          | 6:22,95   | 2.              | 6:06,48 | 4. Finał A | 4.      | [ 262 ] |
| Harry Leask Angus Groom Tom Barras Jack Beaumont                                                                                   | M4x         | 5:42,01    | 3.         | 5:55,91 | 1.      | N/A          | N/A          | N/A       | N/A             | 5:33,75 | 2. Finał A | srebro  | [ 263 ] |
| Oliver Cook Matthew Rossiter Rory Gibbs Sholto Carnegie                                                                            | M4-         | 5:55,36    | 1.         | N/A     | N/A     | N/A          | N/A          | N/A       | N/A             | 5:45,78 | 4. Finał A | 4.      | [ 264 ] |
| Josh Bugajski Jacob Dawson Thomas George Mohamed Sbihi Charles Elwes Oliver Wynne-Griffith James Rudkin Thomas Ford Henry Fieldman | M8+         | 5:34,40    | 3.         | 5:23,32 | 2.      | N/A          | N/A          | N/A       | N/A             | 5:25,73 | 3.         | brąz    | [ 265 ] |
| Victoria Thornley | W1x         | 7:44,30    | 1.         | N/A     | N/A     | 7:59,93      | 3.           | 7:25,12   | 2. Półfinał A/B | 7:20,39 | 4. Finał A | 4.      | [ 266 ] |
| Helen Glover Polly Swann | W2-         | 7:23,98    | 3.         | N/A     | N/A     | N/A          | N/A          | 6:49,39   | 2.              | 6:54,96 | 4. Finał A | 4.      | [ 267 ] |
| Emily Craig Imogen Grant | LW2x        | 7:03,29    | 2.         | N/A     | N/A     | N/A          | N/A          | 6:41,99   | 1.              | 6:48,04 | 4. Finał A | 4.      | [ 268 ] |
| Hannah Scott Mathilda Hodgkins-Byrne Charlotte Hodgkins-Byrne Lucy Glover                                                          | W4x         | 6:20,80    | 3.         | 6:42,97 | 4.      | N/A          | N/A          | N/A       | N/A             | 6:25,41 | 1. Finał B | 7.      | [ 269 ] |
| Rowan McKellar Harriet Taylor Karen Bennett Rebecca Shorten                                                                        | W4-         | 6:41,02    | 4.         | 6:46,20 | 1.      | N/A          | N/A          | N/A       | N/A             | 6:21,52 | 4. Finał A | 4.      | [ 270 ] |
| Fiona Gammond Sara Parfett Emily Ford Rebecca Muzerie Caragh McMurtry Katherine Douglas Rebecca Edwards Chloe Brew Matilda Horn    | W8x         | 6:26,76    | 4.         | 6:05,26 | 5.      | N/A          | N/A          | N/A       | N/A             | NQ:     | NQ:        | 7.      | [ 271 ] |

### Wspinaczka sportowa
| Zawodnik      | Konkurencja | Kwalifikacje           | Kwalifikacje | Kwalifikacje | Kwalifikacje | Kwalifikacje | Finał                  | Finał      | Finał       | Finał  | Pozycja | Źródło          |
| Zawodnik      | Konkurencja | Wyniki                 | Wyniki       | Wyniki       | Punkty       | Miejsce      | Wyniki                 | Wyniki     | Wyniki      | Punkty | Pozycja | Źródło          |
| Zawodnik      | Konkurencja | Wspinaczka na szybkość | Bouldering   | Prowadzenie  | Punkty       | Miejsce      | Wspinaczka na szybkość | Bouldering | Prowadzenie | Punkty | Pozycja | Źródło          |
| ------------- | ----------- | ---------------------- | ------------ | ------------ | ------------ | ------------ | ---------------------- | ---------- | ----------- | ------ | ------- | --------------- |
| Shauna Coxsey | kobiety     | 16                     | 4            | 13           | 832          | 10.          | NQ                     | NQ         | NQ          | NQ     | 10.     | [ 272 ] [ 273 ] |

### Żeglarstwo
| Zawodnik                      | Konkurencja  | Wyścig | Wyścig | Wyścig | Wyścig | Wyścig | Wyścig | Wyścig | Wyścig | Wyścig | Wyścig | Wyścig | Wyścig | Wyścig | Punkty | Finałowa pozycja | Źródło  |
| Zawodnik                      | Konkurencja  | 1      | 2      | 3      | 4      | 5      | 6      | 7      | 8      | 9      | 10     | 11     | 12     | M*     | Punkty | Finałowa pozycja | Źródło  |
| ----------------------------- | ------------ | ------ | ------ | ------ | ------ | ------ | ------ | ------ | ------ | ------ | ------ | ------ | ------ | ------ | ------ | ---------------- | ------- |
| Alison Young                  | Laser Radial | 24     | 8      | 9      | 20     | 12     | 12     | 10     | 8      | 14     | 27     | N/A    | N/A    | 16     | 133    | 10.              | [ 274 ] |
| Charlotte Dobson Saskia Tidey | 49erFX       | 1      | 1      | 6      | 4      | 2      | 5      | 16     | 13     | 14     | 15     | 4      | 18     | 14     | 95     | 6.               | [ 275 ] |
| Hannah Mills Eilidh McIntyre  | 470          | 4      | 3      | 7      | 1      | 3      | 3      | 1      | 3      | 9      | 3      | N/A    | N/A    | 10     | 38     | złoto            | [ 276 ] |
| Emma Wilson                   | RS:X         | 5      | 2      | 6      | 1      | 4      | 2      | 1      | 1      | 28 UFD | 6      | 1      | 5      | 4      | 38     | brąz             | [ 277 ] |
| Elliot Hanson                 | Laser        | 5      | 12     | 17     | 10     | 3      | 28     | 7      | 20     | 2      | 36     | N/A    | N/A    | NQ     | 104    | 12.              | [ 278 ] |
| Giles Scott                   | Finn         | 9      | 9      | 1      | 1      | 1      | 1      | 6      | 1      | 1      | 7      | N/A    | N/A    | 8      | 36     | złoto            | [ 279 ] |
| Luke Patience Chris Grube     | 470          | 3      | 8      | 2      | 4      | 10     | 5      | 9      | 6      | 7      | 10     | N/A    | N/A    | 16     | 70     | 5.               | [ 280 ] |
| Dylan Fletcher Stuart Bithell | 49er         | 2      | 8      | 4      | 1      | 12     | 2      | 2      | 16     | 3      | 9      | 6      | 7      | 2      | 58     | złoto            | [ 281 ] |
| Tom Squires                   | RS:X         | 9      | 13     | 14     | 2      | 10     | 3      | 4      | 1      | 8      | 2      | 6      | 10     | 14     | 82     | 7.               | [ 282 ] |
| John Gimson Anna Burnet       | Nacra 17     | 7      | 5      | 2      | 1      | 1      | 2      | 5      | 10     | 1      | 5      | 2      | 4      | 10     | 45     | srebro           | [ 283 ] |

M – Wyścig medalowy